# Lijst van afleveringen van Game of Thrones

Game of Thrones

Dit is een lijst van afleveringen van de Amerikaanse televisieserie Game of Thrones.

## Overzicht
| Seizoen | Aantal afleveringen | Originele uitzenddatum | Regio 1 dvd / Blu-ray | Regio 2 dvd / Blu-ray | Regio 4 dvd / Blu-ray | Aantal dvd-schijven | Aantal Blu-ray-schijven |
| ------- | ------------------- | ---------------------- | --------------------- | --------------------- | --------------------- | ------------------- | ----------------------- |
| 1       | 10                  | 2011                   | 6 maart 2012          | 5 maart 2012          | 7 maart 2012          | 5                   | 5                       |
| 2       | 10                  | 2012                   | 19 februari 2013      | 4 maart 2013          | 6 maart 2013          | 5                   | 5                       |
| 3       | 10                  | 2013                   | 18 februari 2014      | 19 februari 2014      | 19 februari 2014      | 5                   | 5                       |
| 4       | 10                  | 2014                   | 17 februari 2015      | 16 februari 2015      | 18 februari 2015      | 5                   | 4                       |
| 5       | 10                  | 2015                   | 15 maart 2016         | 14 maart 2016         | 16 maart 2016         | 5                   | 4                       |
| 6       | 10                  | 2016                   | 15 november 2016      | 14 november 2016      | 16 november 2016      | 5                   | 4                       |
| 7       | 7                   | 2017                   | 12 december 2017      | 11 december 2017      | 11 december 2017      | 5                   | 4                       |
| 8       | 6                   | 2019                   |                       |                       |                       |                     |                         |

## Seizoen 1 (2011)
| Nr. | #  | Titel                                 | Regisseur      | Schrijver(s)                               | Originele uitzenddatum |
| --- | -- | ------------------------------------- | -------------- | ------------------------------------------ | ---------------------- |
| 1 | 1  | Winter Is Coming                      | Tim Van Patten | David Benioff & D. B. Weiss                | 17 april 2011          |
| Robert Baratheon, Koning van de Zeven Koninkrijken van het continent Westeros, en zijn vrouw Cersei Lannister, reizen naar het Noorden om zijn oude vriend Eddard "Ned" Stark - Landvoogd van het Noorden en heer van kasteel Winterfell - een aanbod te doen dat niet geweigerd kan worden. Ned Stark wordt gevraagd om de nieuwe Hand te worden, de vertrouweling en eerste minister van de koning. Aan de overzijde van de Narrow Sea, op het continent Essos, vormt de verbannen Prins Viserys Targaryen een nieuw bondgenootschap om de IJzeren Troon te heroveren. Hij zal zijn zuster Daenerys uithuwelijken aan de barbaarse Dothraki-krijgsheer Khal Drogo, in ruil voor Drogo's leger. Terug in Winterfell ontdekt Neds tienjarige zoon Brandon dat koningin Cersei en haar tweelingbroer Jaime er een incestueuze relatie op na houden. Een ontdekking waarvoor hij zwaar moet boeten. |    |                                       |                |                                            |                        |
| 2 | 2  | The Kingsroad                         | Tim Van Patten | David Benioff & D. B. Weiss                | 24 april 2011          |
| Brandon ligt in coma en zijn leven hangt aan een zijden draadje. Catelyn, zijn moeder en vrouw van Ned, vertelt haar familie dat Brans val uit de toren van Winterfell een aanslag was op zijn leven door de Lannisters. Ned heeft de positie als Hand van de Koning aanvaard en vertrekt samen met zijn dochters Sansa en Arya naar King's Landing, de hoofdstad van de Zeven Koninkrijken. Catelyn blijft in Winterfell om over Bran te waken. Jon Snow, de bastaardzoon van Ned, trekt samen met zijn oom Benjen Stark naar het noorden om toe te treden tot de Nachtwacht, de beschermers van de Muur die de boosaardige Witte Lopers en de Wildlingen (een vrij volk) beletten het geciviliseerde Westeros te betreden. De dwerg Tyrion Lannister, de jongste broer van de koningin, reist mee met Jons entourage naar de Muur. Viserys verblijdt de tijd in hoop de IJzeren Troon terug te winnen, terwijl Daenerys leert hoe ze haar nieuwe gemaal moet plezieren. Wanneer Prins Joffrey Baratheon Arya Stark en een vriendje van haar bedreigt, verdedigt haar schrikwolf Nymeria haar. Dit ontaardt in een conflict tussen de Starks en de Lannisters. Bran ontwaakt uit zijn coma.                                                     |    |                                       |                |                                            |                        |
| 3 | 3  | Lord Snow                             | Brian Kirk     | David Benioff & D. B. Weiss                | 1 mei 2011             |
| Ned voegt zicht bij de Kleine Raad van de koning. Hij leert snel hoe slecht Westeros wordt bestuurd. Catelyn beslist om heimelijk naar het zuiden te reizen om haar echtgenoot te waarschuwen voor de Lannisters. Bij aankomst wordt ze begroet door Raadslid Petyr "Littlefinger" Baelish, een oude vriend van haar. Bran verneemt dat hij nooit meer zal kunnen lopen. Hij herinnert zich niet meer dat Jaime Lannister hem uit de toren geduwd heeft en zegt dat hij gevallen is. Jon heeft het moeilijk om zich aan te passen aan het leven bij de Muur, onder andere omdat hij moet trainen met een aantal laaggeboren rekruten die niet onder de indruk zijn van zijn bloedlijn en door hun instructeur Alliser Thorne. Tyrion, die op bezoek is in Castle Black, wordt gesmeekt door de commandant van de Wacht, Jeor Mormont, om de Koning en koningin meer mannen te laten zenden naar de Nachtwacht, aangezien krachtige vijanden samentroepen achter de Muur. Daenerys begint zich te schikken in haar rol als "Khaleesi" van Drogo en begint zich te verweren tegen haar broer Viserys. |    |                                       |                |                                            |                        |
| 4 | 4  | Cripples, Bastards, and Broken Things | Brian Kirk     | Bryan Cogman                               | 8 mei 2011             |
| Tyrion heeft een geschenk voor Bran, zodat die een klein deel van zijn mobiliteit herwint. Ned zoekt naar aanwijzingen omtrent de plotse dood van de voormalige Hand van de Koning, Jon Arryn. Hierdoor ontdekt hij Koning Roberts onwettelijke zoon, Gendry. Robert en zijn gasten zijn getuige van een toernooi ter ere van de nieuwe Hand, Ned. Bij de Muur beschermt Jon Samwell Tarly, een dikke, onhandige en bange rekruut tegen de andere mannen van de Nachtwacht. Een gefrustreerde Viserys komt in conflict met zijn gemachtigde zuster, die zwanger blijkt te zijn van Drogo. Sansa droomt van een leven als koningin, terwijl Arya zichzelf een heel andere toekomst voorstelt. Catelyn roept de vlaggendragers van haar vader samen en arresteert Tyrion op verdenking van de moordaanslag op haar zoon. |    |                                       |                |                                            |                        |
| 5 | 5  | The Wolf and the Lion                 | Brian Kirk     | David Benioff & D. B. Weiss                | 15 mei 2011            |
| Ned weigert mee te werken aan Roberts plan om de zwangere Daenerys Targaryen te laten vermoorden. Hij neemt ontslag als Hand, tot grote woede van Robert. Catelyn en haar gevolg voeren de gevangen Tyrion naar het Adelaarsnest, thuis van haar zuster Lysa, de weduwe van Jon Arryn. Het nieuws over de arrestatie van Tyrion bereikt King's Landing. Jaime Lannister eist antwoorden van Ned. Het komt tot een gevecht, waarbij de mannen van Jaime die van Ned doden. Een wraakgierige Jaime vecht tegen Ned tot een van zijn mannen Neds been doorboort met een speer. Ondertussen wordt Viserys steeds jaloerser over de macht die zijn zuster heeft over de Dothraki. |    |                                       |                |                                            |                        |
| 6 | 6  | A Golden Crown                        | Daniel Minahan | Jane Espenson, David Benioff & D. B. Weiss | 22 mei 2011            |
| Wanneer Bran opnieuw leert paardrijden met een speciaal zadel, wordt hij gevangen door een groep Wildlingen. Hij wordt gered door zijn oudste broer Robb, de erfgenaam van Winterfell en Theon Greyjoy, een pupil van Ned Stark. Ze nemen de Wildlinge Osha gevangen. Ned wordt onder bewaking van de IJzeren Troon gesteld, terwijl de Koning op jacht vertrekt. Ned ontdekt het geheim van Jon Arryn. Joffrey en Sansa lijken met elkaar op te schieten. Woedend door de oneerbiedigheid van Drogo en diens falen om hun overeenkomst in te willigen, bedreigt Viserys Daenerys. Als gevolg doodt Drogo Viserys door een pot gesmolten goud over Viserys' hoofd te gieten. |    |                                       |                |                                            |                        |
| 7 | 7  | You Win or You Die                    | Daniel Minahan | David Benioff & D. B. Weiss                | 29 mei 2011            |
| Ned confronteert koningin Cersei met de waarheid over Jon Arryns dood. Robert, die dodelijk gewond is geraakt door een everzwijn tijdens zijn jachtpartij, zegt dat Ned als regent over de Zeven Koninkrijken zal heersen tot zijn oudste zoon Joffrey oud genoeg is voor de Troon. Jon Snow legt de eed van de Nachtwacht af. Khal Drogo gebiedt zijn leger Westeros aan te vallen nadat een huurmoordenaar Daenerys trachtte te vermoorden. Haar raadgever, de verbannen ridder Jorah Mormont, wist haar te redden. Ned vraagt Petyr Baelish om medewerking van de Stadswacht met het verwijderen van de Lannisters aan het hof, waarbij hij onthult dat Joffrey de zoon is van Jaime. Dit maakt Roberts jongere broer Stannis tot rechtmatige erfgenaam. Ned bezorgt Roberts verklaring aan Cersei, Joffrey en de Kleine Raad. Baelish en de Stadswacht blijken echter trouw te zijn aan de Lannisters. Ze nemen Ned gevangen en doden zijn mannen. |    |                                       |                |                                            |                        |
| 8 | 8  | The Pointy End                        | Daniel Minahan | George R. R. Martin                        | 5 juni 2011            |
| De Lannisters laten hun macht over de Starks blijken. Neds oudste zoon Robb verzamelt de bondgenoten van zijn familie om ten oorlog te trekken. Sansa smeekt Joffrey het leven van haar vader te sparen. Ned, die gevangen zit in de kerkers, blijkt een onverwachte bondgenoot te hebben in Raadslid Varys. Arya is erin geslaagd de afstraffing jegens de Starks te ontlopen. Jon en de Nachtwacht treffen een oud kwaad van achter de Muur. Aan de overkant van de Narrow Sea, trekt Drogo's leger westwaarts richting Westeros. |    |                                       |                |                                            |                        |
| 9 | 9  | Baelor                                | Alan Taylor    | David Benioff & D. B. Weiss                | 12 juni 2011           |
| De legers van Stark en Lannister maken zich op voor de nakende strijd. Tyrion leidt zijn barbaarse bondgenoten de strijd in en Robb en Catelyn zoeken versterking bij heer Walder Frey. Wanneer Drogo stervende is door een geïnfecteerde wond, zoekt Daenerys hulp bij Mirri Maz Duur, een heks die gebruikmaakt van bloedmagie, tot ontzetting van de Dothraki. Bij de Muur verklaart Maester Aemon dat hij van geboorte een Targaryen is en vertelt over de prijs van trouw aan Jon, die zich zorgen maakt over gebeurtenissen in Westeros. In een laatste hoop om zijn dochters levens te redden legt Ned valse verklaringen af over zijn verraad en zegt dat Joffrey de rechtmatige erfgenaam is van de IJzeren Troon. Tot afgrijzen van zijn dochters - en tot verrukking van het volk - veroordeelt Joffrey hem ter dood. |    |                                       |                |                                            |                        |
| 10 | 10 | Fire and Blood                        | Alan Taylor    | David Benioff & D. B. Weiss                | 19 juni 2011           |
| De executie van Ned Stark bereikt al snel alle hoeken van Westeros, met tragische gevolgen voor de familie Stark. Arya wordt de stad uit geholpen door Yoren, een man die rekruten ronselt voor de Nachtwacht. Het Noorden scheurt zich af van de Zeven Koninkrijken en verklaart Robb als hun koning. Aangezien Jaime gevangen is genomen door de Starks en Roberts broers Stannis en Renly aanspraak maken op de Troon, stelt heer Tywin Lannister zijn zoon Tyrion aan als Hand van de Koning. Jon is van plan de Muur te verlaten om zijn vader te wreken, maar zijn broeders overtuigen hem te blijven. Hij gaat mee op expeditie achter de Muur om zijn vermiste oom Benjen op te sporen. Daenerys verneemt dat haar ongeboren zoon is overleden. Drogo verkeert in een vegetatieve staat na de bloedmagie van Mirri Maz Duur. Daenerys maakt een eind aan Drogo's leven en laat een vuurstapel maken voor zijn begrafenis. Ze laat de heks levend verbranden naast Drogo's lichaam en haar drie versteende drakeneieren, die ze als geschenk kreeg voor haar huwelijk. Op het hoogtepunt van de brand, stapt ze de vuurstapel in. De volgende morgen staat Daenerys ongeschonden weer op. Samen met haar ontwaken drie pasgeboren draken. |    |                                       |                |                                            |                        |

## Seizoen 2 (2012)
Op 19 april 2011, kondigde HBO officieel een tweede seizoen van Game of Thrones aan.
| Nr. | #  | Titel                      | Regisseur      | Schrijver(s)                | Originele uitzenddatum |
| --- | -- | -------------------------- | -------------- | --------------------------- | ---------------------- |
| 11 | 1  | The North Remembers        | Alan Taylor    | David Benioff & D. B. Weiss | 1 april 2012           |
| Tot Cerseis afgrijzen bekleedt Tyrion de positie van Hand van de Koning. In het slot Dragonstone zweert Stannis Baratheon trouw aan vrouwe Melisandres Heer van het Licht, R'hllor. Hij maakt publiekelijk aanspraak op de IJzeren Troon en maakt de afkomst van Joffrey bekend. Wanneer dit nieuws de hoofdstad bereikt, krijgt de Stadswacht de opdracht alle bastaarden van Robert te doden. Na drie gewonnen veldslagen biedt Robb Stark de Lannisters vrede aan, in ruil voor onafhankelijkheid van het Noorden. Hij stuurt Theon Greyjoy eropuit om steun te krijgen van diens vader, heer Balon Greyjoy van de IJzereilanden. Zijn moeder Catelyn stuurt hij naar Renly Baratheon. Achter de Muur, vinden de broeders van de Nachtwacht onderdak bij de Wildling Craster en zijn dochter-vrouwen. In Essos dwalen Daenerys en haar volgelingen door de Rode Woestenij. Ze stuurt ruiters vooruit op zoek naar hulp. |    |                            |                |                             |                        |
| 12 | 2  | The Night Lands            | Tim Van Patten | David Benioff & D. B. Weiss | 8 april 2012           |
| Na negen jaar als pupil van Ned Stark te hebben geleefd in Winterfell, komt Theon weer thuis in Pyke, waar hij herenigd wordt met zijn zuster Yara en zijn vader Balon. Zijn vader minacht hem voor zijn Noorderse manieren en zegt dat hij zijn kroon wil terugwinnen. Cersei weigert op Robbs voorwaarden in te gaan. Tyrion verbant de commandant van de Stadswacht, Janos Slynt, naar de Muur. Hij promoveert zijn huurling Bronn tot nieuwe commandant. Op haar weg naar de Muur, onthult Arya haar ware identiteit aan Gendry. Ten noorden van de Muur wordt Samwell Tarly benaderd door Gilly, een van Crasters dochters. Ze maakt zich zorgen om haar ongeboren kind. Jon weigert te helpen ondanks Sams smeekbedes. In de Rode Woestenij keert een van de paarden terug naar Daenerys, met een afgehakt hoofd in een zadeltas. In Dragonstone rekruteert Davos Seaworth de piraat Salladhor Saan om aan Stannis' zijde te vechten. Stannis heeft seks met Melisandre, zodat zij hem de zoon kan schenken die zijn vrouw hem niet kon geven. Jon ontdekt dat Craster zijn pasgeboren zonen offert aan de Witte Lopers. |    |                            |                |                             |                        |
| 13 | 3  | What Is Dead May Never Die | Alik Sakharov  | Bryan Cogman                | 15 april 2012          |
| Catelyn arriveert in het kamp van Renly Baratheon om te onderhandelen over een bondgenootschap. De vrouwelijke krijger Brienne van Tarth wint het recht om toe te treden tot Renly's koningsgarde. Renly is pas getrouwd met Margaery, de zus van Loras, maar weigert seks te hebben met haar door zijn gevoelens voor Loras. Op de IJzereilanden smeedt Balon plannen om het Noorden aan te vallen, met Yara aan het hoofd van het leger. Theon kiest partij voor zijn familie. Tyrion smeedt een plan om te ontdekken wie trouw is aan Cersei door drie verschillende huwelijken voor te stellen aan de leden van de Kleine Raad. Hierdoor wordt Grootmaester Pycelle ontmaskerd en in de kerkers gesmeten. Tyrion stelt zijn prostituee Shae aan als dienstmaagd van Sansa. Achter de Muur eist Craster dat de Nachtwacht vertrekt. In Winterfell heeft Bran hulp nodig om zijn vreemde dromen te ontcijferen. Op de weg naar de Muur worden de nieuwe rekruten van de Nachtwacht overvallen door mannen van de Lannisters. De leider van de groep, Yoren, wordt gedood en Arya wordt gevangengenomen. Ze zegt dat de gezochte Gendry reeds is gedood. |    |                            |                |                             |                        |
| 14 | 4  | Garden of Bones            | David Petrarca | Vanessa Taylor              | 22 april 2012          |
| Catelyn probeert de broers Baratheon hun ruzie bij te leggen om zich te verenigen tegen de Lannisters, maar Stannis eist dat Renly zich schikt naar zijn bevelen. Petyr Baelish zoekt Catelyn op en biedt een ruil aan tussen Jaime en haar dochters. Sansa wordt mishandeld door Joffrey als wraak voor de overwinningen van haar broer Robb. Tyrion komt tussenbeide. Tyrion laat Pycelle terug vrij, maar ontslaat hem uit de Kleine Raad. Hij ontdekt ook de incestueuze relatie tussen Cersei en Lancel. Tyrion dwingt Lancel om Cersei te bespioneren en dreigt alles te vertellen aan Joffrey indien hij weigert. Arya en Gendry worden naar het kasteel Harrenhal gevoerd, waar de gevangenen worden gemarteld tot de dood. Tywin Lannister arriveert en kiest Arya als zijn bediende, zonder haar ware identiteit te kennen. Na een uitputtende tocht door de Rode Woestenij, arriveert Daenerys aan de poorten van de welvarende stad Qarth. Koopman Xaro Xhoan Daxos, een lid van de Raad van Dertien, overtuigt de anderen om haar karavaan de stad binnen te laten. Melisandre bevalt van een zwarte schaduw. |    |                            |                |                             |                        |
| 15 | 5  | The Ghost of Harrenhal     | David Petrarca | David Benioff & D. B. Weiss | 29 april 2012          |
| Op weg naar Harrenhal wist Arya drie gevangenen te redden van de dood. Een van hen, Jaqen H'ghar, vertelt haar dat ze drie namen mag noemen. Die personen zal hij voor haar doden, om zo zijn schuld aan Arya af te betalen. Als eerste kiest ze de folteraar die de gevangenen ondervraagt en foltert tot de dood. Na de plotse dood van Renly, die gedood werd door de zwarte schaduw van Melisandre, worden Catelyn en Brienne gedwongen te vluchten. Theon zeilt weg uit Pyke, klaar om te bewijzen dat hij een IJzergeborene is. Hij is van plan Winterfell in te nemen nu Robb bezig is oorlog te voeren. De Nachtwacht arriveert bij een oud fort, de Vuist van de Eerste Mensen, en is van plan er stelling in te nemen. |    |                            |                |                             |                        |
| 16 | 6  | The Old Gods and the New   | David Nutter   | Vanessa Taylor              | 6 mei 2012             |
| Prinses Myrcella vertrekt uit King's Landing naar het zuidelijke Dorne. Theons plan om Winterfell in te nemen werkt en hij lijkt te kunnen bewijzen een ware IJzergeborene te zijn. Robb maakt kennis met de verpleegster Talisa Maegyr. Bij de Vuist van de Eerste Mensen geeft wachtruiter Qhorin Halfhand Jon de kans zich te bewijzen. Op patrouille neemt Jon een Wildlinge gevangen, Ygritte. In King's Landing ontstaan er rellen tegen Koning Joffrey. Hij wordt bijna gedood en Sansa bijna verkracht. De lijfwacht van Joffrey, Sandor "de Jachthond" Clegane, weet haar te redden. In Qarth probeert Daenerys een schip te bemachtigen om richting Westeros te reizen. Arya wordt bediende van Tywin Lannister in Harrenhal. Ze probeert haar afkomst voor hem geheim te houden, met hulp van Jaqen H'ghar. Robb krijgt bericht van Theons daden. Hij stuurt mannen naar Winterfell om het terug in te nemen. In Winterfell zelf worden plannen gesmeed om Bran en zijn broertje Rickon veilig buiten te krijgen. Ze krijgen hulp van de Wildlinge Osha en de stalknecht Hodor. Daenerys haar draken worden gestolen. |    |                            |                |                             |                        |
| 17 | 7  | A Man Without Honor        | David Nutter   | David Benioff & D. B. Weiss | 13 mei 2012            |
| Theon tracht de ontsnapte Bran en Rickon op te sporen met honden. Na een moordpoging op hem, laat Tywin Lannister Harrenhal doorzoeken naar de potentiële moordenaar. Ygritte probeert Jon te verleiden. Na een onoplettendheid van Jon weet ze te ontsnappen en hem in de val te lokken. Terwijl ze nog bekomt van de voorbije rellen, ontdekt Sansa tot haar afgrijzen dat ze haar eerste maandstonden heeft. Ze kan dus kinderen krijgen van Joffrey. In Robbs kamp probeerde Jaime Lannister te ontsnappen en doodde daarbij een wachter. Catelyn maakt zich zorgen over mogelijke vergeldingsacties in het kamp. In Qarth vertelt de tovenaar Pyat Pree dat hij Daenerys' draken gestolen heeft. Hij geeft haar de kans om zich met hen te herenigen voordat hij de Raad van Dertien vermoordt. Hij stelt de schatrijke koopman Xaro Xhoan Daxos aan als Koning van Qarth. Theon toont Maester Luwin en de overige overlevenden van Winterfell de verkoolde lijken van twee jongetjes. Hij beweert dat hij Bran en Rickon opgespoord en gedood heeft. |    |                            |                |                             |                        |
| 18 | 8  | The Prince of Winterfell   | Alan Taylor    | David Benioff & D. B. Weiss | 20 mei 2012            |
| Robb verneemt dat zijn moeder Catelyn in het geheim Jaime Lannister vrijgelaten heeft en wordt geëscorteerd door Brienne van Tarth. Het plan is om Jaime in King's Landing in te ruilen tegen Sansa en Arya. Robb begint een relatie met Talisa. Yara Greyjoy arriveert in Winterfell om Theon terug mee te nemen naar Pyke, na zijn poging om de jongens van Stark terug gevangen te nemen. Tywin Lannister verlaat Harrenhal om ten strijde te trekken tegen Robb. Dit biedt Arya, Gendry en Hot Pie de mogelijkheid om te ontsnappen met de hulp van Jaqen H'ghar. In King's Landing probeert Cersei Tyrion te chanteren door de prostituee Ros, waarvan ze gelooft dat ze Tyrions geheime liefde is, gevangen te nemen. De hoofdstad bereidt zich voor op de strijd tegen Stannis Baratheon, die op weg is naar King's Landing. Stannis stelt Davos Seaworth aan als zijn Hand van de Koning. Achter de Muur leidt de Wildlingleider Rattleshirt Jon Snow en Qhorin Halfhand naar hun "Koning-achter-de-Muur", Mance Rayder. In Qarth gaat Jorah Mormont akkoord met Daenerys om mee te gaan naar het Huis van de Onsterfelijken om haar draken terug te krijgen. Op een geheime plek beraamt Osha een plan om Bran en Rickon, die nog in leven zijn, in veiligheid te krijgen. |    |                            |                |                             |                        |
| 19 | 9  | Blackwater                 | Neil Marshall  | George R. R. Martin         | 27 mei 2012            |
| Stannis Baratheons vloot valt King's Landing aan. Tyrion, die de verdediging leidt, slaagt erin de aanvallers af te slaan met een schip gevuld met wildvuur, dat explodeert. Hij wordt gedwongen een tegenaanval te leiden nadat Koning Joffrey en zijn lijfwacht Sandor Clegane het slagveld ontvluchten. De troepen van Stannis geraken tot in het kasteel, maar Tyrion leidt zijn mannen via ondergrondse tunnels achter de mannen van Stannis en valt aan. Hij wordt aangevallen door een lid van zijn eigen Stadswacht, maar wordt gered door zijn schildknaap Podrick Payne. Ondertussen houdt Koningin Cersei zich op in een versterkte burcht binnenin de stad, met Sansa en de andere dames van het hof. Ze bezwijkt van moedeloosheid en het drinken van wijn. Ze gelooft dat de slag verloren is. Wanneer ze op het punt staat haar zoon Tommen te vergiftigen om hem niet in handen van Stannis te laten vallen, arriveren de troepen van Tywin Lannister, bijgestaan door Loras Tyrell, de minnaar van Renly Baratheon. Ze kunnen de aanvallers afslaan. |    |                            |                |                             |                        |
| 20 | 10 | Valar Morghulis            | Alan Taylor    | David Benioff & D. B. Weiss | 3 juni 2012            |
| Na de slag bij het Blackwater schuift Joffrey Sansa opzij als zijn verloofde in gunst voor Margaery Tyrell. Tyrion vreest voor zijn en Shae's veiligheid nu zijn vader benoemd is als de nieuwe Hand van de Koning. Melisandre geeft de verslagen Stannis nieuwe hoop. Brienne komt in de problemen terwijl ze Jaime escorteert naar King's Landing. Catelyn probeert Robb te overtuigen dat zijn relatie met Talisa gevaar inhoudt. Hij tart haar door met Talisa te huwen. In Qarth betreedt Daenerys het Huis van de Onsterfelijken en herovert haar draken. Ze sluit de verrader Xaro Xhoan Daxos op in diens eigen kluis en gebruikt zijn rijkdom om een schip te bemachtigen. In Winterfell wordt Theon verraden door zijn eigen mannen, die onder belegering liggen. Winterfell wordt in de as gelegd. Osha en Hodor sluipen met Bran en Rickon weg van de smeulende ruïne en gaan noordwaarts richting de Muur. Arya, die ontsnapt is uit Harrenhal met Gendry en Hot Pie, krijgt een waardevolle munt als geschenk van Jaqen. Achter de Muur dwingt Qhorin Jon om hem te doden zodat hij zijn trouw kan bewijzen aan de Wildlingen. Een leger van Witte Lopers omsingelt de Vuist van de Eerste Mensen.                                                                    |    |                            |                |                             |                        |

## Seizoen 3 (2013)
Op 10 april 2012, kondigde HBO officieel een vierde seizoen van Game of Thrones aan.
| Nr. | #  | Titel                        | Regisseur         | Schrijver(s)                | Originele uitzenddatum |
| --- | -- | ---------------------------- | ----------------- | --------------------------- | ---------------------- |
| 21 | 1  | Valar Dohaeris               | Daniel Minahan    | David Benioff & D. B. Weiss | 31 maart 2013          |
| Sommige leden van de Nachtwacht, waaronder Samwell Tarly en commandant Mormont overleven de aanval van de Witte Lopers. Ze keren terug richting de Muur om de Zeven Koninkrijken te waarschuwen. Jon Snow wordt voorgesteld aan Mance Rayder. Jon zweert trouw aan de Wildlingen. De gekwetste Tyrion zoekt zonder succes erkenning bij zijn vader Tywin, de nieuwe Hand van de Koning. Margaery Tyrell zet zich in voor de wezen van King's Landing. Ser Davos Seaworth wordt na de slag bij Blackwater gered door Salladhor Saan en teruggebracht naar Dragonstone. Daar probeert hij Melisandre te vermoorden zodat ze haar grip op Stannis Baratheon zou verliezen. Davos wordt opgesloten in de kerkers. Aan de overkant van de Narrow Sea arriveert Daenerys Targaryen in de stad Astapor, waar ze een leger van wreed getrainde slaaf-soldaten wil kopen, de Onbezoedelden. Ze wordt gered van een moordaanslag van de tovenaars van Qarth door Ser Barristan Selmy, de vorige commandant van de Koningsgarde. Hij zweert trouw aan haar. |    |                              |                   |                             |                        |
| 22 | 2  | Dark Wings, Dark Words       | Daniel Minahan    | Vanessa Taylor              | 7 april 2013           |
| Brienne leidt Jaime door het Rivierengebied naar King's Landing. Jaime weet een zwaard van haar te grijpen en begint een gevecht, dat wordt onderbroken door een troep mannen van Roose Bolton. Nadat hij het nieuws verneemt over de plundering van Winterfell en de verdwijning van Bran en Rickon vestigt Robb zijn aandacht van de oorlog tegen de Lannisters naar de begrafenis van Catelyns vader in Riverrun, tot woede van Rickard Karstark, die wraak wil voor de dood van zijn twee zonen die gedood zijn door Jaime. Arya, Gendry en Hot Pie zijn ook op weg naar Riverrun, maar worden onderschept door een groep rebellen, de Broederschap zonder Banieren. Ze houden halt in een herberg, waar een gevangengenomen Sandor Clegane Arya's identiteit onthult. Margaery Tyrell en haar grootmoeder Olenna, de Doornenkoningin, overtuigen Sansa te vertellen over de persoonlijkheid van Joffrey. Theon Greyjoy wordt gemarteld door onbekenden. Bran, Rickon, Osha en Hodor ontmoeten Jojen en Meera Reed, kinderen van Howland Reed, een vazal van Huis Stark. Jojen vertelt dat hij dezelfde dromen heeft als Bran en zegt dat Bran een warg is. Dit betekent dat Bran in staat is om het lichaam van dieren over te nemen. |    |                              |                   |                             |                        |
| 23 | 3  | Walk of Punishment           | David Benioff     | David Benioff & D. B. Weiss | 14 april 2013          |
| Robb en Catelyn wonen de begrafenis van haar vader Hoster Tully bij. Tywin Lannister is van plan Petyr Baelish naar Lysa Arryn te sturen, om zo de Vallei van Arryn in handen te krijgen. Hij maakt van Tyrion de nieuwe Muntmeester. Hot Pie besluit om in de herberg te blijven en neemt afscheid van Arya en Gendry, die mee verder reizen met de Broederschap zonder Banieren. Mance Rayder ontdekt de slachting bij de Vuist van de Eerste Mensen. Hij stuurt Jon met een groep Wildlingen eropuit om de Muur te inspecteren en de Nachtwacht aan te vallen nu die verzwakt is. De overlevenden van de Nachtwacht arriveren opnieuw bij Craster. Sam is er getuige van dat Gilly bevalt van een zoon. Theon wordt bevrijd door een onbekend persoon, die zegt dat hij gestuurd is door Theons zuster Yara. Melisandre vertrekt uit Dragonstone voor onbekende redenen, tot frustratie van Stannis. Daenerys gaat akkoord om alle achtduizend Onbezoedelden en de slavin Missandei te kopen in ruil voor een van haar draken, tegen Ser Jorahs en Ser Barristans advies in. Jaime overtuigt Locke, de man die hen gevangennam, ervan om Brienne niet te laten verkrachten, maar Locke hakt Jaimes zwaardhand af. |    |                              |                   |                             |                        |
| 24 | 4  | And Now His Watch Is Ended   | Alex Graves       | David Benioff & D. B. Weiss | 21 april 2013          |
| Theon wordt verraden door zijn bevrijder, die hem terugbrengt naar de plaats waar hij gemarteld werd. Na een gefaalde ontsnappingspoging realiseert Jaime zich dat hij zonder zijn zwaardhand verloren is. Brienne, die weet wat Jaime voor haar gedaan heeft, spoort hem aan de moed niet te verliezen. Varys vertelt Tyrion hoe hij een eunuch werd en dat hij nu de magiër in zijn macht heeft die hem castreerde. Bran gaat verder op zoek naar de Raaf met de Drie Ogen, met de hulp van Jojen. Bij Craster komt het tot een conflict tussen de verhongerende leden van de Nachtwacht en hun gastheer. In het strijdgewoel worden Craster en commandant Mormont gedood. Sam vlucht met Gilly en haar pasgeboren zoon. Arya en Gendry worden naar de geheime schuilplaats van de Broederschap zonder Banieren geleid waar ze kennismaken met hun leider, Beric Dondarrion. Deze veroordeelt Sandor Clegane tot een gerechtelijke tweekamp tegen zichzelf. Daenerys heeft een afspraak met de slavenleider Krazyns mo Nakloz om haar draak in te ruilen voor de Onbezoedelden. Ze test de Onbezoedelden en beveelt hen hun vorige meesters te doden. Ze herovert haar draak en bevrijdt de Onbezoedelden, die besluiten voor haar te vechten als vrij volk. |    |                              |                   |                             |                        |
| 25 | 5  | Kissed by Fire               | Alex Graves       | Bryan Cogman                | 28 april 2013          |
| Met de hulp van Littlefinger ontdekken de Lannisters het plan van de Tyrells om Sansa te laten huwen met Loras. Om dit te voorkomen huwelijkt Tywin Sansa uit aan Tyrion en Loras aan Cersei, ondanks de protesten van zijn kinderen. Stannis biecht zijn ontrouw op aan zijn vrouw Selyse, maar die bekent het al te weten en goed te keuren. Zijn dochter Shireen sluipt naar de kerkers om Davos te bezoeken en hem te leren lezen. Sandor Clegane doodt Beric Dondarrion in hun tweekamp en wordt vrijgelaten. Beric herrijst kort daarna door de kracht van de Heer van het Licht. Gendry besluit om bij de Broederschap zonder Banieren te blijven. Beric en Thoros zijn van plan Arya in te ruilen voor een borgsom bij haar broer Robb. Na afgeleverd te zijn bij Roose Bolton bekent Jaime aan Brienne waarom hij de Gekke Koning doodde. In Riverrun veroordeelt Robb Rickard Karstark, ondanks hevig protest van zijn naasten, ter dood nadat Karstark twee gevangen jongetjes van de familie Lannister doodde als wraak voor zijn vermoorde zonen. Als resultaat verlaten de mannen van Karstark hem, zodat zijn leger halveert. Robb is van plan een bondgenootschap te smeden met Walder Frey. Jon heeft het moeilijk het vertrouwen van de Wildlingen te winnen door cruciale informatie achter te houden. Hij en Ygritte beginnen een relatie. Op hun weg stellen de Onbezoedelden Grey Worm voor als hun leider aan Daenerys. |    |                              |                   |                             |                        |
| 26 | 6  | The Climb                    | Alik Sakharov     | David Benioff & D. B. Weiss | 5 mei 2013             |
| In King's Landing dwingt Tywin Olenna om akkoord te gaan met het huwelijk tussen Cersei en Loras. Sansa probeert dichter te komen bij Loras. Tyrion en Cersei overschouwen de gevolgen van hun daden. Tyrion vertelt Shae en Sansa van het nakende huwelijk. Petyr Baelish vertelt Varys dat hij Ros heeft ontmaskerd als zijn informant. Hij overhandigt haar aan Joffrey, die haar doodt. In het Rivierengebied koopt Melisandre Gendry over van de Broederschap zonder Banieren, tot ontzetting van Arya. Robb probeert Walder Frey te paaien door akkoord te gaan met Freys eis om zijn oom Edmure Tully uit te huwelijken aan Freys dochter Roslin. Roose Bolton is van plan Jaime naar King's Landing te sturen, maar weigert Brienne te laten gaan. Op een ongekende plaats blijft de onbekende persoon Theon martelen. In het Noorden steken spanningen de kop op in de groep van Bran. Achter de Muur zijn Sam en Gilly nog steeds op de vlucht, terwijl Jon en Ygritte discussiëren over hun relatie en de Muur beklimmen. |    |                              |                   |                             |                        |
| 27 | 7  | The Bear and the Maiden Fair | Michelle MacLaren | George R. R. Martin         | 12 mei 2013            |
| In het Noorden vertelt Jojen aan Bran dat ze achter de Muur op zoek moeten naar de Raaf met de Drie Ogen, tot Osha's grote schrik. Jon en Ygrittes relatie wordt sterker, tot ongenoegen van Orell. Theon wordt ontmand door zijn folteraar. Talisa zegt Robb dat ze zwanger is. Arya loopt weg van de Broederschap zonder Banieren, maar wordt gevangen door Sandor Clegane. Melisandre onthult aan Gendry dat hij de zoon is van Robert Baratheon. Margaery troost Sansa voor haar nakende huwelijk, terwijl Tyrion en Bronn de voorwaarden bekijken. Later zegt Shae tegen Tyrion dat ze hun relatie zal stopzetten zodra hij met Sansa getrouwd is. Tywin geeft Joffrey raad over Daenerys, waarbij hij zegt dat ze geen gevaar vormt. Daenerys bereikt de stad Yunkai en ontvangt een afgezant. Roose Bolton vertrekt uit Harrenhal richting de Twins, een stevig versterkte burcht die de verblijfplaats is van Huis Frey. Jaime neemt afscheid van Brienne en vertrekt naar King's Landing. Onderweg vertelt Qyburn hoe hij zijn Maestersketen is kwijtgespeeld en dat Locke het losgeld dat Briennes vader aanbood heeft geweigerd. Jaime keert terug naar Harrenhal waar Brienne ondertussen een beer moet bevechten. Hij snelt haar te hulp en redt haar. Nadien vertrekt hij opnieuw, ditmaal met Brienne. |    |                              |                   |                             |                        |
| 28 | 8  | Second Sons                  | Michelle MacLaren | David Benioff & D. B. Weiss | 19 mei 2013            |
| Het huwelijk tussen Tyrion en Sansa vindt plaats. Cersei intimideert Margaery in de Sept van Baelor. Joffrey begeleidt Sansa naar het altaar. Op het feest wordt Tyrion dronken en hij begint een scène te maken. In hun slaapkamer zegt Tyrion tegen Sansa dat ze hun huwelijk niet zullen consumeren tot zij het wil. De Jachthond vertelt Arya dat hij van plan is ze naar de Twins te brengen om losgeld te krijgen van Robb. Stannis laat Davos vrij uit de kerkers. Melisandre en Gendry arriveren in Dragonstone, waar ze hem verleidt en bloed van hem afneemt met drie bloedzuigers. Tijdens een magisch ritueel werpt Stannis de bloedzuigers in het vuur waarbij hij de namen van de drie usurpatoren noemt: Robb Stark, Balon Greyjoy en Joffrey Baratheon. Daenerys ontdekt dat Yunkai een huurlingenleger herbergt, de Tweede Zonen. Een van hun luitenants, Daario Naharis, doodt de twee andere leiders en zweert trouw aan Daenerys. Sam en Gilly worden aangevallen door een Witte Loper. Sam kan hem onverwacht doden met een dolk van drakenglas. |    |                              |                   |                             |                        |
| 29 | 9  | The Rains of Castamere       | David Nutter      | David Benioff & D. B. Weiss | 2 juni 2013            |
| Sam en Gilly bereiken de Muur. Tijdens een onweer neemt Bran de geest van Hodor over om hem te kalmeren. Vlakbij weigert Jon een onschuldige man te doden, waardoor Tormund de anderen beveelt Jon te doden. Bran gebruikt zijn gave om Jon te redden. Jon weet Orell te doden en ontsnapt. Hij laat de woedende Ygritte achter. Osha, Rickon en diens schrikwolf vertrekken naar Last Hearth, het kasteel van Huis Umber. Bran en de rest van zijn groep willen voorbij de Muur trekken. Daenerys stuurt Jorah, Daario en Grey Worm Yunkai in om de poorten te openen zodat haar leger de stad kan innemen. Yunkai moet al snel haar meerdere erkennen. Robb arriveert bij de Twins en biedt Walder Frey zijn excuses aan. Frey doet alsof hij ze aanvaardt. Edmure trouwt met Roslin, maar tijdens het feest beginnen de mannen van Frey de mannen van Robb te doden. Ook Talisa en Catelyn worden gedood. Roose Bolton steekt Robb neer. Arya komt ook aan bij de Twins en ziet het einde van de slachtpartij. De Jachthond slaat haar bewusteloos en brengt haar in veiligheid. |    |                              |                   |                             |                        |
| 30 | 10 | Mhysa                        | David Nutter      | David Benioff & D. B. Weiss | 9 juni 2013            |
| Huis Frey krijgt de zetel van Riverrun en Roose Bolton wordt aangesteld als nieuwe Landvoogd van het Noorden. Zo wordt de oorlog gewonnen door de Lannisters. Arya en de Jachthond zien soldaten van Frey spotten met de overblijfselen van Robb en zijn schrikwolf. Arya steekt een van de mannen neer, de eerste keer dat ze een man doodt. Clegane doodt de anderen. Yara Greyjoy start een nieuwe militaire actie om Theon terug te halen. Theon werd al die tijd gemarteld door de bastaardzoon van Roose Bolton, Ramsay Snow. Tywin berispt Tyrion omdat die Sansa nog niet zwanger heeft gemaakt en omdat hij zijn eigen wensen hoger acht dan die van zijn familie. Jaime komt aan in de hoofdstad met Brienne en wordt herenigd met Cersei. In het Noorden komen Sam en Gilly aan bij Castle Black, nadat ze eerder de groep van Bran zijn tegengekomen en hen de weg voorbij de Muur hebben gewezen. Sam en Maester Aemon verzenden de raven met de boodschap aan heel Westeros dat de Witte Lopers zijn weergekeerd. Ygritte haalt Jon in en schiet enkele pijlen op hem af. Jon weet te ontsnappen en valt flauw voor de poorten van Castle Black, waar zijn broeders hem vinden. In Dragonstone laat Davos Gendry ontsnappen. Stannis ontvangt de boodschap uit Castle Black. Stannis wil Davos laten doden voor het bevrijden van Gendry, maar Melisandre vertelt hem dat hij Davos nog nodig heeft. Na een gesprek met zowel Melisandre als Davos is hij van plan noordwaarts te trekken en de Nachtwacht te helpen. In Yunkai ontvangen de bevrijde slaven Daenerys als hun "mhysa", wat "moeder" betekent in het Ghiscari. |    |                              |                   |                             |                        |

## Seizoen 4 (2014)
Op 2 april 2013, na de uitzending van de eerste aflevering van het derde seizoen, kondigde HBO officieel een vijfde en een zesde seizoen van Game of Thrones aan.
| Nr. | #  | Titel                      | Regisseur         | Schrijver(s)                | Originele uitzenddatum |
| --- | -- | -------------------------- | ----------------- | --------------------------- | ---------------------- |
| 31 | 1  | Two Swords                 | D. B. Weiss       | David Benioff & D. B. Weiss | 6 april 2014           |
| Tywin Lannister laat Ice, het voorouderlijke zwaard van de Starks, opnieuw smeden in twee nieuwe zwaarden. Hij geeft er één aan zijn zoon Jaime, die zijn vroegere leven weer probeert op te pikken van voor hij zijn zwaardhand verloor, maar faalt. Prins Oberyn komt in naam van zijn broer, Prins Doran Martell van Dorne, naar King's Landing met zijn minnares Ellaria Sand om het koninklijke huwelijk bij te wonen. Hij wordt verwelkomd door Tyrion. Oberyn maakt Tyrion de reden van zijn bezoek meteen duidelijk: wraak nemen op de Lannisters voor de verkrachting en moord op zijn zuster Elia, de vrouw van wijlen Prins Rhaegar Targaryen. In het Noorden versterken de Thenns, een Wildlingenvolk, de troepen van Tormund Giantsbane en Ygritte. Jon Snow wordt in Castle Black vrijgesproken van zijn daden toen hij deel uitmaakte van de Wildlingen, omdat hij dat deed om informatie te verzamelen. Aan de overzijde van de Narrow Sea leidt Daenerys haar leger naar Meereen, de laatste van de drie grote slavensteden. Ze wordt verontrust door haar snelgroeiende draken die steeds minder tam lijken te worden. In het Rivierengebied verkrijgt Arya, die nog steeds vergezeld wordt door de Jachthond, haar zwaard Needle terug van Polliver. Ze gebruikt het om Polliver te doden zoals die Lommy Greenhands doodde, als vergelding voor haar vriend. |    |                            |                   |                             |                        |
| 32 | 2  | The Lion and the Rose      | Alex Graves       | George R. R. Martin         | 13 april 2014          |
| Roose Bolton keert terug naar zijn kasteel Dreadfort om zijn bastaardzoon Ramsay Snow op te zoeken. Hij ziet hoe Theon Greyjoy veranderd is in een ondergeschikt persoon met de naam "Reek". Boltons volgende doel is de overgebleven Stark-kinderen, Bran en Rickon, te vinden en te doden, aangezien ze de wettigheid van zijn nieuwe titel bedreigen. Hij stuurt Locke naar Castle Black, aangezien hij denkt dat de broers Jon Snow hebben opgezocht. Hij wil ook de territoria die beheerst worden door de IJzergeborenen heroveren. Achter de Muur dwingen de visioenen over de Raaf met de Drie Ogen Bran en zijn gevolg verder naar het noorden. In Dragonstone beveelt Melisandre dat meerdere personen levend verbrand moeten worden ter ere van de Heer van het Licht, tot verrukking van koningin Selyse en tot afschuw van Davos en Shireen. In King's Landing beëindigt Tyrion zijn relatie met Shae om haar te beschermen voor zijn familie. Hij wil haar laten verschepen naar de vrije stad Pentos. Jaime begint in het geheim te oefenen met zwaardvechten met zijn linkerhand met de hulp van Bronn. Later op het huwelijksfeest loopt de spanning tussen Joffrey en Tyrion hoog op. Het feest wordt abrupt afgebroken wanneer Joffrey bezwijkt aan vergiftigde wijn en sterft. Een met droefheid geslagen Cersei beschuldigt Tyrion van de moord op de Koning en laat hem arresteren. |    |                            |                   |                             |                        |
| 33 | 3  | Breaker of Chains          | Alex Graves       | David Benioff & D. B. Weiss | 20 april 2014          |
| Tyrion is gearresteerd en opgesloten onder verdenking van de moord op Joffrey. Tywin begint Tommen klaar te stomen om de volgende Koning te worden en stelt Mace Tyrell en Oberyn Martell aan als leden van de jury voor Tyrions dreigende proces. Zijn haat jegens de Lannisters maakt Oberyn wantrouwig tegenover Tywin. Ondertussen wordt Sansa King's Landing uitgesmokkeld met de hulp van de nar en voormalig ridder Dontos Hollard. Hij brengt haar naar het schip van Petyr Baelish, die Dontos doodt om hem het zwijgen op te leggen. In het Rivierengebied vervolgen Arya en de Jachthond hun reis. Ze ontmoeten een boer en diens dochter. Clegane berooft de boer, tot ontzetting van Arya. In Dragonstone denkt Davos na hoe hij de uitgeputte troepen van Stannis kan versterken. Hij vraagt een lening aan bij de IJzeren Bank van Braavos om hen een nieuw leger te betalen. In het Noorden voert Sam Gilly naar Mole's Town voor haar veiligheid, hoewel ze liever in Castle Black wil blijven. Ondertussen blijven de Wildlingen de noordelijke dorpen plunderen. Jon waarschuwt de Nachtwacht dat ze hen buiten Castle Black willen lokken en dat ze zich moeten focussen op het versterken van hun verdediging. Snel komt het bericht dat de muiters van de Nachtwacht hun kamp hebben opgeslagen bij Craster. Jon zegt dat ze hen moeten aanvallen, zodat er geen informatie van de zwakheden van Castle Blacks verdediging kan uitlekken tot bij Mance Rayders oprukkende leger. Daenerys belegert ondertussen de stad Meereen. Nadat Daario de kampioen van Meereen verslagen heeft, zegt ze de slaven in opstand te komen tegen hun meesters.                                                                                     |    |                            |                   |                             |                        |
| 34 | 4  | Oathkeeper                 | Michelle MacLaren | Bryan Cogman                | 27 april 2014          |
| Daenerys verovert Meereen succesvol te midden van een slavenopstand. Ze eist gerechtigheid voor de afgeslachte kinderen door 163 meesters vast te laten spijkeren aan palen. Op zee bekent Petyr aan Sansa dat hij verantwoordelijk is voor de moord op Joffrey, ondanks zijn trouw aan de Lannisters. In King's Landing vertelt Olenna aan Margaery dat zij de moord bevolen heeft. Ze moedigt Margaery aan Tommen te verleiden voordat Cersei de kans ziet hem tegen haar op te zetten. Jaime bezoekt Tyrion en hij gelooft in Tyrions onschuld. Cersei is echter onvermurwbaar over Tyrions schuld en beveelt Jaime om Sansa op te sporen en haar te doden. In plaats daarvan geeft Jaime Brienne de taak om Sansa te zoeken en te beschermen. Hij stuurt Podrick met haar mee. In het Noorden proberen Alliser Thorne en Janos Slynt van Jon af te raken. Ze laten Jon de expeditie om de muiters bij Craster te doden leiden. Locke reist met hen mee, zogezegd als rekruut van de Nachtwacht. Ondertussen bereiken Bran en zijn gevolg de verblijfplaats van de muiters. Bran wordt gedwongen zijn identiteit aan hen prijs te geven. Verder noordwaarts brengt een Witte Loper Crasters laatstgeboren zoon naar een geheime offerplaats, waar een andere Witte Loper het gezicht van de baby aanraakt, waardoor zijn ogen helderblauw worden. |    |                            |                   |                             |                        |
| 35 | 5  | First of His Name          | Michelle MacLaren | David Benioff & D. B. Weiss | 4 mei 2014             |
| Tommen wordt tot Koning gekroond. Cersei ontmoet Margaery, Tywin en Oberyn in de hoop hen te overhalen om haar kant te kiezen tijdens Tyrions proces. In de Vallei brengt Petyr Sansa naar het Adelaarsnest, waar hij haar voorstelt als zijn nicht, Alayne Stone. Petyr wordt gedwongen om dezelfde dag nog met Lysa te huwen. In het begin is Lysa nog zeer gastvrij, maar wordt al snel achterdochtig naar Sansa, omdat ze vreest dat zij Petyr wil verleiden. In Meereen vertelt Jorah aan Daenerys dat de steden Astapor en Yunkai opnieuw zijn vervallen in de slavenhandel. Daenerys beslist haar aanval op Westeros uit te stellen om orde te scheppen in de Baai der Slavenhandelaren en roept zichzelf uit tot koningin. Op de Kingsroad betrapt de Jachthond Arya terwijl ze haar zwaardvechten oefent. Hij maakt haar boos door te zeggen dat haar vechtstijl en haar leermeester Syrio Forel waardeloos zijn. Op weg ondervindt Brienne dat Podricks kwaliteiten als schildknaap zeer beperkt zijn. Ze is wel onder de indruk van het feit dat hij Tyrion wist te redden van de Stadswacht. Achter de Muur valt Jons groep de muiters aan. Locke probeert van de verwarring gebruik te maken door Bran te ontvoeren, maar hij wordt gedood door Bran, die Hodors lichaam overneemt. Bran en de anderen trekken verder naar het noorden, terwijl Jon en de zijnen de muiters doden en de schuilplaats van Craster platbranden. |    |                            |                   |                             |                        |
| 36 | 6  | The Laws of Gods and Men   | Alik Sakharov     | Bryan Cogman                | 11 mei 2014            |
| In Essos reizen Stannis en Davos naar Braavos om beroep te doen op de IJzeren Bank om hen een lening te verschaffen. Tycho Nestoris, de voorzitter van de IJzeren Bank weigert eerst, maar Davos weet hem toch te overtuigen om Stannis' zaak te steunen. Davos weet ook Salladhor Saan opnieuw aan Stannis te binden. In Meereen probeert Daenerys haar rol als koningin te vervullen door naar de wensen en klachten van haar onderdanen te luisteren, zoals voormalig meester Hizdahr zo Loraq en een man wiens geiten werden gedood door haar steeds meer oncontroleerbare draken. In Dreadfort leidt Yara een aanval in een poging om haar broer Theon te redden. Theon weigert echter met haar mee te gaan. Als ze ziet in welke staat Theon zich bevindt als de gehoorzame Reek, vertelt Yara aan haar mannen dat Theon dood is. Ramsay beloont Reek voor zijn gehoorzaamheid. Hij geeft hem als taak iemand te zijn die hij niet is om Moat Cailin opnieuw in te nemen: Theon Greyjoy. In King's Landing heeft Tywin een prijs gezet op het hoofd van Sandor Clegane en beveelt Varys om Daenerys verder te bespioneren. Later die dag start het proces van Tyrion. Echter blijken alle opgeroepen getuigen tegen hem te getuigen. Meryn Trant, Grootmaester Pycelle, Cersei, Varys en tot Tyrions schok, Shae, leggen valse verklaringen af. Woedend en vernederd eist Tyrion een gerechtelijke tweekamp die over zijn schuld of onschuld zal beslissen. |    |                            |                   |                             |                        |
| 37 | 7  | Mockingbird                | Alik Sakharov     | David Benioff & D. B. Weiss | 18 mei 2014            |
| Nadat hij te weten komt dat Cersei Gregor Clegane als haar kampioen heeft aangeduid, gaat Tyrion wanhopig op zoek naar zijn kampioen. Zowel Jaime als Bronn weigeren. Jaime omdat hij niet meer kan vechten, Bronn omdat hij niet wil, ondanks zijn vriendschap met Tyrion. Oberyn Martell biedt Tyrion aan zijn kampioen te zijn, omdat hij kans ziet zijn zuster te wreken door Clegane te doden. Daenerys heeft seks met Daario voordat ze hem naar Yunkai stuurt om af te rekenen met de slavenhandelaren. Melisandre en Selyse bereiden zich voor op hun vertrek uit Dragonstone. Jon waarschuwt Alliser Thorne voor de Wildlingendreiging. Arya en de Jachthond komen oude bekenden tegen: Rorge en Biter, twee schurken die bij Jaqen H'ghar in de gevangenenkooi zaten. De Jachthond geraakt gewond, maar weigert zijn wonde te laten dichtschroeien. Brienne en Podrick ontmoeten Hot Pie, waarvan ze te weten komen dat Arya nog leeft. Ze besluiten naar de Vallei te reizen, aangezien ze denken dat Arya daar haar familieleden zal opzoeken. In de Vallei wordt Sansa gekust door Petyr, wat de toorn van Lysa wekt, die alles gezien heeft. Later dreigt ze Sansa door de Moon Door te gooien. Petyr komt tussenbeide en duwt in plaats daarvan Lysa naar beneden. |    |                            |                   |                             |                        |
| 38 | 8  | The Mountain and the Viper | Alex Graves       | David Benioff & D. B. Weiss | 1 juni 2014            |
| De Wildlingen komen aan in Mole's Town, dat volledig afgeslacht wordt. Gilly wordt ontdekt door Ygritte, maar wordt gespaard als Ygritte ziet dat ze een baby bij zich heeft. Sam beklaagt zich zijn beslissing om Gilly daar te laten, aangezien hij denkt dat ze dood is. Ramsay dwingt Reek zich voor te doen als zijn voormalige zelf, Theon Greyjoy. Hij beveelt hem naar Moat Cailin te gaan en de IJzergeborenen zich te laten overgeven. Het IJzervolk geeft zich over in de hoop naar huis te kunnen terugkeren, maar worden gedood en gevild door de soldaten van Ramsay. Als beloning voor het veroveren van Moat Cailin legitimeert Roose Bolton Ramsay als zijn ware zoon en erfgenaam. Aan de overkant van de Narrow Sea moeten Missandei en Grey Worm leren omgaan met de seksuele spanning tussen hen. Ser Barristan ontvangt een brief die bestemd is voor Ser Jorah. De brief bevat een koninklijk pardon als beloning voor het spionagewerk van Jorah. Barristan confronteert Jorah hiermee en geeft de brief aan Daenerys. Als gevolg wordt Jorah verbannen uit Meereen. In de Vallei onthult Sansa haar ware identiteit aan een raad die de dood van Lysa onderzoekt. Ze overtuigt de raad van Littlefingers onschuld. Buiten de poorten van de Vallei vernemen Arya en de Jachthond het nieuws over de dood van Lysa. In King's Landing praten Jaime en Tyrion over de nakende tweekamp. Tijdens het gevecht krijgt Oberyn de bovenhand. Hij probeert Gregor Clegane tot bekentenis te dwingen over de verkrachting en dood van zijn zuster. In zijn overmoed geeft hij de zwaargewonde Gregor een open kans. Gregor doodt Oberyn door diens schedel te vermorzelen en bekent. Tywin veroordeelt Tyrion ter dood voor koningsmoord. |    |                            |                   |                             |                        |
| 39 | 9  | The Watchers on the Wall   | Neil Marshall     | David Benioff & D. B. Weiss | 8 juni 2014            |
| De Nachtwacht maakt zich op voor de Wildlingeninvasie. Gilly arriveert bij de Muur vlak voor het leger van Mance Rayder. De Wildlingen vallen langs beide kanten aan, één leger beklimt de Muur, het leger van Ygritte valt Castle Black aan. De Wildlingen proberen door de Muur te komen langs een tunnel, met de hulp van enkele reuzen en een mammoet, maar worden gestopt door Grenn en vijf anderen, die sterven terwijl ze de tunnel verdedigen. Alliser Thorne daalt af naar Castle Black om te vechten, waardoor Janos Slynt het bevel krijgt boven op de Muur. Slynt bewijst een incompetente commandant te zijn. Met behulp van een list van Grenn daalt ook Slynt af, zodat Jon het bevel krijgt. Pypar wordt neergeschoten door Ygritte en sterft in Sams armen. Jon doodt Styr de Thenn, waarop Ygritte Jon wil doden. Ygritte wordt echter zelf gedood door Olly, een weesjongen waarvan zijn familie werd gedood door de Wildlingen. Jon houdt Ygritte in zijn armen tot ze sterft. Met de hulp van Jons schrikwolf Ghost weet de Nachtwacht Castle Black in stand te houden. De beklimmers van de Muur worden gedood door een enorme zeis, een geheim wapen in de Muur. De Wildlingen trekken zich terug, maar Jon voorspelt dat dit niet lang zal duren. Omdat hij geen andere optie ziet, gaat hij achter de Muur op zoek naar Mance Rayder om hem te doden. |    |                            |                   |                             |                        |
| 40 | 10 | The Children               | Alex Graves       | David Benioff & D. B. Weiss | 15 juni 2014           |
| Jon praat met Mance Rayder, maar hun onderhandelingen worden onderbroken wanneer het leger van Stannis Baratheon de Wildlingen omsingelt en Mance gevangenneemt. Later verbranden de leden van de Nachtwacht de doden en Jon verbrandt Ygritte achter de Muur. Bran en zijn groep arriveren bij de grote weirboom uit zijn visioenen. Als ze naar de boom toegaan worden ze aangevallen door Wights, waarbij Jojen sterft. Bran, Hodor en Meera worden gered door een Kind van het Woud die hen naar de Raaf met de Drie Ogen brengt. In Meereen willigt Daenerys de wens van een ex-slaaf in door hem opnieuw te verkopen aan zijn oude meester, zodat hij op jaarlijkse basis voor hem kan werken. De volgende onderdaan brengt haar de verkoolde resten van zijn dochtertje die gedood werd door Drogon, een van haar draken. Uit voorzorg sluit ze de andere twee, Rhaegal en Viserion, op in de catacomben van Meereen. In de Vallei ontmoeten Brienne en Podrick Arya en de Jachthond. Brienne kan Clegane dodelijk verwonden, maar Arya weet te ontsnappen. In King's Landing geeft Cersei Qyburn de opdracht alles in het werk te stellen om Gregor Clegane te redden, die stervende is aan de verwondingen van Oberyns vergiftigde speer. Ze zegt tegen haar vader dat ze alles zal opbiechten over haar relatie met haar broer Jaime als ze verplicht wordt met Loras Tyrell te huwen. Tyrion wordt uit zijn cel bevrijd door Jaime en vindt even later Shae in het bed van zijn vader en wurgt haar. Hij vindt zijn vader op het privaat en doodt hem met Joffreys kruisboog. Hij ontsnapt uit de stad met de hulp van Varys. Arya kan meevaren met een schip richting Braavos, dankzij de munt die ze als geschenk kreeg van Jaqen H'ghar.    |    |                            |                   |                             |                        |

## Seizoen 5 (2015)
Op 8 april 2014, twee dagen na de uitzending van de eerste aflevering van het vierde seizoen, werden twee nieuwe seizoenen aangekondigd. Het vijfde seizoen verscheen in 2015.
| Nr. | #  | Titel                        | Regisseur        | Schrijver(s)                | Originele uitzenddatum |
| --- | -- | ---------------------------- | ---------------- | --------------------------- | ---------------------- |
| 41 | 1  | The Wars to Come             | Michael Slovis   | David Benioff & D. B. Weiss | 12 april 2015          |
| In een flashback wordt een jonge Cersei getoond die haar toekomst laat voorspellen door een heks. In het heden beschuldigt Cersei Jaime ervan verantwoordelijk te zijn voor de moord op Tywin door Tyrion vrij te laten. Hun neef Lancel keert terug, nu een devoot gelovige van de Zeven. Hij heeft zich aangesloten bij een groep gelovigen die zich de Mussen laten noemen. Tyrion en Varys zijn aangekomen in Pentos op het continent Essos. Varys overtuigt Tyrion om naar Meereen te reizen en Daenerys' claim op de IJzeren Troon te steunen. In Meereen wordt een lid van de Onbezoedelden vermoord door een lid van de Zonen van de Harpij, een groep die rebelleert tegen het bewind van Daenerys. Hizdahr zo Loraq en Daario Naharis proberen Daenerys ervan te overtuigen om de traditionele vechtkuilen opnieuw te openen, om het volk te tonen dat ze hun tradities respecteert. In de Vallei stelt Littlefinger Robin Arryn onder de bescherming van het huis Royce en vertrekt met Sansa naar het westen, terwijl Littlefinger tegen Yohn Royce zegt dat ze naar de Vingers reizen. Hun karavaan passeert de kamperende Brienne en Podrick. Op de Muur wil Stannis de Wildlingen rekruteren om voor hem te vechten om het Noorden op Roose Bolton te veroveren, waarna ze vrije mensen zullen zijn en land zullen krijgen. Jon krijgt de opdracht om Mance Rayder de knie te laten buigen voor Stannis, om zo vergeving te verkrijgen. Mance weigert echter en wordt levend verbrand door Melisandre op beschuldiging van verraad. Jon doodt hem met een pijl om hem een pijnlijke dood te besparen. |    |                              |                  |                             |                        |
| 42 | 2  | The House of Black and White | Michael Slovis   | David Benioff & D. B. Weiss | 19 april 2015          |
| Arya arriveert in Braavos waar ze uiteindelijk wordt aanvaard in het Huis van Zwart en Wit. Cersei ontvangt een bericht vanuit Dorne, waaruit ze opmaakt dat Myrcella in gevaar is. Jaime besluit Myrcella terug te halen en zoekt Bronn op in het kasteel Stokeworth bij zijn verloofde Lollys. Hij belooft Bronn een betere verloving en een beter kasteel als hij meegaat naar Dorne. In Dorne is Ellaria Sand, de minnares van de gedode Oberyn Martell, uit op wraak tegen de Lannisters. Vorst Doran Martell verbiedt haar Myrcella iets aan te doen. Tyrion en Varys reizen via Volantis naar Meereen. In de Kleine Raad wordt Qyburn aangesteld als nieuwe Meester der Fluisteringen. Mace Tyrell wordt muntmeester en bevelhebber over de marine. Cersei wil haar oom Kevan aanduiden als bevelhebber over het leger, maar Kevan weigert en keert terug naar Casterly Rock tot Tommen hem nodig heeft en hem zelf ontbiedt. Podrick herkent Littlefinger en Sansa in een herberg waar hij en Brienne uitrusten. Brienne probeert Sansa te overtuigen over haar eed tegenover Sansa's moeder, maar Sansa weigert haar hulp. Brienne en Podrick willen vertrekken, maar worden achtervolgd door enkele mannen van Littlefinger. Brienne doodt een van hen en besluit de karavaan van Littlefinger te volgen. Stannis belooft Jon te legitimeren als een Stark van Winterfell als Jon trouw aan hem zweert, om zo het Noorden in handen te krijgen, Jon gaat echter niet op het aanbod in. Alliser Thorne en Denys Mallister komen op voor het ambt van Opperbevelhebber van de Nachtwacht. Vlak voor de stemming stelt Sam Jon voor als kandidaat. Door de beslissende stem van Maester Aemon wordt Jon verkozen. Daenerys krijgt te maken met rellen wanneer ze een voormalige slaaf die een gevangengenomen lid van de Zonen van de Harpij doodde, ter dood veroordeelt. Ze wordt terug naar de piramide geleid door de Onbezoedelden. Wanneer ze later vanaf haar terras de stad overschouwt, keert haar draak Drogon terug. |    |                              |                  |                             |                        |
| 43 | 3  | High Sparrow                 | Mark Mylod       | David Benioff & D. B. Weiss | 26 april 2015          |
| Arya ontdekt dat in het Huis van Zwart en Wit mensen langskomen om te sterven door water te drinken uit een bassin. Ze wordt ongeduldig om aan haar opleiding te beginnen maar Jaqen H'ghar herinnert haar eraan dat "iedereen moet dienen". Later zegt Jaqen haar dat ze afstand moet doen van haar bezittingen als ze werkelijk "niemand" wil worden. Ze gooit haar spullen weg maar verstopt haar zwaard Naald tussen de stenen. In King's Landing wordt het huwelijk tussen Tommen en Margaery voltrokken. Tijdens hun huwelijksnacht overtuigt Margaery Tommen ervan dat het beter zou zijn als Cersei terugkeerde naar Casterly Rock. Cersei weigert en Margaery zet haar voor schut voor haar hofdames en pocht over Tommens bedprestaties. Littlefinger en Sansa komen ondertussen aan in Moat Cailin. Hij zegt haar dat hij haar wil uithuwelijken aan Ramsay Bolton om zo een alliantie te vormen met Roose. In Winterfell zegt Baelish tegen Bolton dat een verbond tussen het Noorden en de Vallei in staat is om het koninkrijk omver te werpen. Brienne en Podrick zijn Baelish en Sansa gevolgd naar het Noorden. Jon wijst het aanbod van Stannis om hem te legitimeren als een Stark af. Alliser Thorne wordt aangesteld als Eerste Wachtruiter en Janos Slynt krijgt het bevel over het leegstaande Greyguard aangewezen, dat terug opgebouwd moet worden. Slynt weigert en beledigt Jon. Hierop veroordeelt Jon hem ter dood en voert zelf de executie uit, met instemming van Stannis. De Hoge Septon wordt betrapt in een bordeel in King's Landing door Lancel en een groep Mussen. Cersei zoekt hun leider, de Hoge Mus, op waar ze hem aanstelt als nieuwe leider van het Geloof. Ze beveelt Qyburn een boodschap te sturen naar Baelish. Tyrion en Varys komen aan in Volantis, waar Tyrion besluit om rond te wandelen in de stad. In een bordeel wordt hij ontvoerd door Jorah Mormont. |    |                              |                  |                             |                        |
| 44 | 4  | Sons of the Harpy            | Mark Mylod       | Dave Hill                   | 3 mei 2015             |
| Tijdens een bijeenkomst van de Kleine Raad zegt Mace Tyrell dat de IJzeren Bank 10% van haar lening aan de Kroon terugvraagt. Cersei stuurt hem naar Braavos om te onderhandelen, met bescherming van Ser Meryn. Daarna spreekt Cersei met de Hoge Mus. Ze zegt hem dat het Geloof zich terug mag bewapenen om schendingen van het Geloof te bestraffen. Hierdoor wordt onder andere Loras Tyrell gearresteerd door de Mussen. Margaery eist van Tommen dat Loras vrijgelaten wordt, maar Tommen blijkt niet bij machte om dit te bevelen aan de Hoge Mus. Bij de Muur ondertekent Jon allerlei brieven die verzonden moeten worden naar de heren van het Noorden, om zo om meer manschappen te vragen voor de Nachtwacht. Melisandre probeert Jon te overtuigen om mee met Stannis op te trekken naar Winterfell en probeert hem te verleiden. Jon weigert. Littlefinger vertelt Sansa dat Cersei hem bevolen heeft terug te keren naar King's Landing. Hij verzekert haar dat Stannis Winterfell zal innemen en haar zal benoemen tot Landvoogdes van het Noorden. Jaime en Bronn arriveren in Dorne. Ze worden snel ontdekt door vier ruiters, maar ze weten hen te doden. Elders in Dorne ontmoet Ellaria de drie oudste bastaarddochters van Oberyn: Obara, Nymeria en Tyene, bijgenaamd de Zandslangen. Ze hebben de kapitein die Jaime en Bronn afzette gevangen en doden hem. Ze gaan akkoord om de oorlog te verklaren aan de Lannisters. Jorah Mormont is met een klein zeilbootje onderweg naar Meereen om Tyrion over te leveren aan Daenerys. In Meereen vraagt Hizdahr zo Loraq opnieuw aan Daenerys om de vechtkuilen te heropenen. In de straten weet een groep Zonen van de Harpij een groep Onbezoedelden in de val te lokken. De Onbezoedelden worden afgemaakt en Grey Worm raakt gewond. Ser Barristan, die te hulp komt, weet nog enkele Zonen van de Harpij te doden, maar raakt zelf zwaargewond. |    |                              |                  |                             |                        |
| 45 | 5  | Kill the Boy                 | Jeremy Podeswa   | Bryan Cogman                | 10 mei 2015            |
| Grey Worm herstelt van zijn verwondingen, met Missandei die aan zijn zijde waakt. Ser Barristan is bezweken aan zijn verwondingen, waarop Daenerys de leiders van de grote families van Meereen laat arresteren. Een van hen voert ze aan haar draken Rhaegal en Viserion. Later zoekt Daenerys Hizdahr zo Loraq op in zijn cel en vertelt hem dat ze de vechtkuilen opnieuw zal openen, om de tradities van Meereen te eren. Ook zal ze met Hizdahr huwen, om zo vrede te stichten. Bij de Muur is Jon van plan om Tormund ten noorden van de Muur te sturen, om het Vrije Volk op te halen en hen ten zuiden van de Muur te vestigen, wat tot groot protest leidt in de Nachtwacht. Tormund gaat akkoord, enkel als Jon hem vergezelt. Maester Aemon geeft Jon de raad te doen wat hij denkt dat nodig is. Stannis geeft Sam de opdracht om zoveel mogelijk te weten te komen over het drakenglas en de Witte Lopers. De dag daarna trekt Stannis met zijn leger ten strijde richting Winterfell. Brienne en Podrick hebben onderdak gevonden in een herberg vlak bij Winterfell. Brienne weet via enkele Noorderlingen die nog trouw zijn aan de Starks een boodschap over te maken aan Sansa. In Winterfell is Myranda jaloers op Sansa, aangezien die uitgehuwelijkt is aan Ramsay. Ramsay laat Reek zijn verontschuldigingen aanbieden aan Sansa voor de moord op haar broers. Roose vertelt dat hij en Walda een kind verwachten, wat Ramsay doet vermoeden dat zijn positie in gevaar komt. Ser Jorah en Tyrion varen langs Valyria richting Meereen, waar ze Drogon zien overvliegen. Vlak daarna worden ze aangevallen door Stenen Mannen, personen die ten prooi zijn gevallen aan de ziekte grauwschub. Tyrion gaat overboord, maar wordt gered door Jorah. Ze overnachten op een zandbank, waar blijkt dat Jorah besmet is geraakt door de grauwschub. |    |                              |                  |                             |                        |
| 46 | 6  | Unbowed, Unbent, Unbroken    | Jeremy Podeswa   | Bryan Cogman                | 17 mei 2015            |
| Arya zet haar training bij de Gezichtsloze Mannen verder. Ze verneemt van het Wicht dat ze overtuigend een leugen moet kunnen vertellen. Jaqen komt haar testen, maar merkt elke leugen op. Een tijd later brengt een man zijn terminaal zieke dochter naar de tempel, zodat ze in vrede kan sterven. Arya helpt haar van het bassin te drinken. Nadat ze het lijk van het meisje heeft gewassen neemt Jaqen haar mee naar de catacomben, waar de gezichten van alle overledenen worden bewaard. Jaqen zegt Arya dat ze klaar is om iemand anders te zijn. Jorah en Tyrion gaan te voet verder naar Meereen. Ze worden ontdekt door de slavenhandelaar Malko en diens bende. Ze willen Tyrion en Jorah naar Volantis verschepen, maar Tyrion kan hen overtuigen koers te zetten naar Meereen, waar ze in de vechtkuilen zullen strijden. Petyr Baelish keert terug in King's Landing. Hij vertelt Cersei dat Roose Bolton van plan is Sansa te laten huwen met Ramsay. Hij stelt de woedende Cersei voor dat hij ten strijde trekt met een leger uit de Vallei richting Roose en Stannis in Winterfell. Als beloning wil hij benoemd worden tot Landvoogd van het Noorden. Jaime en Bronn bereiken vermomd als Dornse wachters de Water Gardens. Bronn slaat Trystane Martell bewusteloos en Jaime wil Myrcella meenemen, maar ze worden aangevallen door de Zandslangen, die Myrcella wilden ontvoeren. Beide groepen worden overmeesterd en gearresteerd. Ondertussen arriveert Olenna Tyrell in King's Landing, in een poging om Loras vrij te krijgen. Ze bedreigt Cersei dat zo de alliantie tussen Lannister en Tyrell in gevaar wordt gebracht. Op Loras' inquisitie verklaren zowel hijzelf als Margaery dat Loras niet homoseksueel is. Dan komt Loras' schildknaap Olyvar getuigen en bekent. Loras en Margaery worden gearresteerd. In Winterfell wordt het huwelijk tussen Sansa en Ramsay voltrokken. Ramsay consumeert hun huwelijk door Sansa te verkrachten voor de ogen van Reek. |    |                              |                  |                             |                        |
| 47 | 7  | The Gift                     | Miguel Sapochnik | David Benioff & D. B. Weiss | 24 mei 2015            |
| Jon vertrekt met Tormund en enkele wachtruiters naar Hardhome. Kort daarna overlijdt Maester Aemon van ouderdom. Gilly wordt bijna aangerand door twee broeders maar Sam komt haar te hulp. Sam wordt in elkaar geslagen totdat Ghost hem komt hem helpen. Gilly verzorgt Sam, waarop ze seks hebben. Sansa vraagt aan Reek om haar te helpen ontsnappen uit Winterfell maar Reek waarschuwt Ramsay, die de oude vrouw, die Sansa eerder haar hulp had aangeboden, laat villen. In het legerkamp van Stannis vraagt Melisandre toestemming om Shireen te offeren. Stannis is verontwaardigd en weigert. Jorah en Tyrion worden verkocht als slaven. Jorah hoort dat Daenerys en Hizdahr zo Loraq de kleine vechtkuil van zijn meester bezoeken. Hij verslaat de andere krijgers en toont zijn identiteit aan Daenerys, die hem wil laten wegvoeren. Jorah zegt dat hij een geschenk bijheeft voor haar, namelijk Tyrion. Myrcella vraagt Jaime waarom ze haar kwamen halen, aangezien ze van Trystane houdt en met hem wil huwen. Tyene vertelt Bronn in de cellen dat ze hem vergiftigd heeft tijdens hun gevecht. Ze geeft hem het antigif pas nadat hij haar zegt dat ze de mooiste vrouw ter wereld is. Olenna wordt afgewimpeld wanneer ze bij de Hoge Mus om de vrijlating van Loras en Margaery gaat vragen. Later bezoekt Cersei Margaery en de Hoge Mus en wordt zelf gearresteerd omdat Lancel Lannister alles over Cersei aan de Hoge Mus heeft verteld. |    |                              |                  |                             |                        |
| 48 | 8  | Hardhome                     | Miguel Sapochnik | David Benioff & D. B. Weiss | 31 mei 2015            |
| Cersei weigert haar zonden te bekennen. Qyburn bezoekt haar en vertelt dat Pycelle Kevan Lannister teruggeroepen heeft om te dienen als Hand en dat hijzelf zijn werk verderzet. In Braavos neemt Arya de identiteit aan van Lana, een oesterverkoopster. Jaqen geeft haar de opdracht een man in het oog te houden die verzekeringen afsluit met kapiteins, waarbij hij gokt of schepen hun bestemming bereiken of niet. Daarna moet ze hem vergiftigen. Olly vraagt aan Sam waarom Jon de Wildlingen vertrouwt, waarop Sam zegt dat Jon geen keuze heeft. Ze hebben de Wildlingen nodig voor de strijd tegen de Witte Lopers. Sansa vraagt Reek waarom hij haar verraden heeft bij Ramsay. Reek zegt dat ontsnappen onmogelijk is. Uiteindelijk geeft hij toe de dood van Bran en Rickon in scène te hebben gezet. Ondertussen beveelt Roose om Winterfell vast te houden en te verdedigen tegen Stannis. Ramsay gaat niet akkoord en vraagt twintig goede mannen om mee ten strijde te trekken. In Meereen kan Tyrion Daenerys ervan overtuigen om Jorah niet ter dood te veroordelen en hem opnieuw te verbannen. Jorah keert terug naar Yezzan zo Qaggaz en vraagt hem om in de vechtkuilen te mogen strijden. Daenerys aanvaardt Tyrion als raadsman. Aangekomen in Hardhome, weten Jon en Tormund vijfduizend Wildlingen te overtuigen om met hen mee te gaan. Ze tonen hen het drakenglas en bieden hen grond aan ten zuiden van de Muur. Hardhome wordt plots aangevallen door een leger Wights, met Witte Lopers die hen in de gaten houden. Een van de Witte Lopers valt Jon aan, maar die kan hem doden met zijn zwaard van Valyrisch staal. Wanneer Jon en de anderen wegvaren, zien ze dat de Nachtkoning de overleden Wildlingen doet herrijzen als Wights. |    |                              |                  |                             |                        |
| 49 | 9  | The Dance of Dragons         | David Nutter     | David Benioff & D. B. Weiss | 7 juni 2015            |
| In het midden van een sneeuwstorm wordt het kamp van Stannis gesaboteerd door de mannen van Ramsay, die tenten in brand steken om zo de voorraden te doen slinken. Stannis stuurt Davos en enkele mannen terug naar Castle Black, om voedsel en paarden te gaan halen. Melisandre is ervan overtuigd dat ze een goed offer moeten schenken aan R'hllor, om zo Winterfell te kunnen bereiken. Stannis gaat met tegenzin akkoord om zijn dochter Shireen te offeren. Ze wordt levend verbrand op een brandstapel, terwijl ze om hulp smeekt van haar ouders. Jon en de Wildlingen keren terug bij de Muur, waar een beladen spanning voelbaar is. In Braavos ziet Arya Mace Tyrell en Meryn Trant arriveren, die een afspraak hebben met de IJzeren Bank. Arya negeert haar missie en volgt Trant naar een bordeel, waar ze ontdekt dat hij een pedofiel is. In Dorne gaat Vorst Doran akkoord met Jaime om Myrcella te laten terugkeren naar King's Landing, maar enkel als zijn zoon Trystane meegaat en de plaats van Oberyn krijgt in de Kleine Raad. Ook Bronn wordt vrijgelaten. In Meereen worden de Grote Spelen geopend in de vechtkuil van Daznak. Daenerys is geschokt als ze ziet dat Jorah meevecht om haar vergiffenis te winnen. Jorah wint zijn gevecht, maar zijn overwinning wordt onderbroken door tientallen Zonen van de Harpij die in de tribunes aanwezig zijn. Hizdahr zo Loraq wordt gedood. Daenerys, Jorah, Daario, Tyrion en Missandei proberen een uitweg te vinden, maar worden omsingeld. Wanneer alles verloren lijkt, landt Drogon in de vechtkuil en doodt verschillende Zonen van de Harpij. Daenerys klimt op Drogons rug en vliegt met hem weg uit Meereen. Haar bondgenoten en vijanden kijken met ontzag toe. |    |                              |                  |                             |                        |
| 50 | 10 | Mother's Mercy               | David Nutter     | David Benioff & D. B. Weiss | 14 juni 2015           |
| De dooi zet zich in in het legerkamp van Stannis. Wanneer hij wil oprukken naar Winterfell, krijgt hij bericht dat de helft van zijn leger gedeserteerd is en dat zijn vrouw Selyse zich heeft opgehangen. Kort daarop verlaat Melisandre het kamp. Sam vraagt aan Jon om hemzelf, Gilly en de baby te laten vertrekken naar Oldtown, waar hij dan een opleiding tot maester kan volgen. Jon gaat akkoord. Stannis arriveert bij Winterfell, maar zijn leger wordt afgeslacht door dat van de Boltons. Podrick, die het leger van Stannis heeft zien aankomen, waarschuwt Brienne. Brienne gaat op zoek naar de zwaargewonde Stannis en executeert hem voor de moord op Renly. Zo mist Brienne het noodsignaal dat Sansa uitzendt vanuit Winterfell. Wanneer Sansa terug naar haar kamer wil gaan, wordt ze bedreigd door Myranda. Reek duwt Myranda van de wallen, waardoor ze te pletter valt. Op dat moment keert Ramsay terug van het slagveld, waarop Reek en Sansa samen van de kasteelmuur springen. Jaime, Bronn, Myrcella en Trystane vertrekken per schip uit Dorne. Myrcella zegt tegen Jaime dat ze weet dat hij haar vader is. Vlak daarna begint Myrcella hevig te bloeden uit haar neus. Het blijkt dat ze vergiftigd is door een kus die ze kreeg van Ellaria. Arya gebruikt een gezicht uit het huis van Zwart en Wit om Meryn Trant te doden in het bordeel. Jaqen en het Wicht betrappen haar wanneer ze het gezicht wil terugleggen. Jaqen pleegt zelfmoord om de God met de Vele Gezichten tevreden te houden. Het Wicht, nu met het gezicht van Jaqen, zegt dat "Jaqen" nooit bestaan heeft. Doordat ze een gezicht gebruikte zonder "niemand" te zijn, wordt Arya blind. In Meereen keert Varys terug en begint de stad te regeren met Tyrion, Grey Worm en Missandei, terwijl Daario en Jorah op zoek gaan naar Daenerys. Die bevindt zich ver weg ten noorden van Meereen en wordt ontdekt door een grote stam Dothrakikrijgers. In King's Landing bekent Cersei haar zonden en moet als voorbereiding van haar proces een boetedoening doen. Ze moet naakt van de Sept van Baelor terug naar de Rode Burcht lopen. Daar aangekomen wordt ze opgewacht door de Kleine Raad en het nieuwe lid van de Koningsgarde, de "herstelde" Gregor Clegane. Melisandre komt aan in Castle Black, waar Jon en Davos van haar kunnen afleiden dat Stannis en Shireen dood zijn. Kort hierop nemen een aantal leden van de Nachtwacht, waaronder Alliser Thorne en Olly, deel aan muiterij, omdat ze Jon als een verrader zien door het redden van de Wildlingen. Verschillende broeders steken Jon met een dolk en laten hem achter om te sterven. |    |                              |                  |                             |                        |

## Seizoen 6 (2016)
Op 8 april 2014 werden twee nieuwe seizoenen aangekondigd. Het zesde seizoen ging op 24 april 2016 in première.
| Nr. | #  | Titel                  | Regisseur        | Schrijver(s)                | Originele uitzenddatum |
| --- | -- | ---------------------- | ---------------- | --------------------------- | ---------------------- |
| 51 | 1  | The Red Woman          | Jeremy Podeswa   | David Benioff & D. B. Weiss | 24 april 2016          |
| Jon Snows lichaam wordt gevonden door Davos, Eddison en enkele anderen die loyaal zijn gebleven aan Jon. Ze nemen zijn lichaam mee naar binnen en sluiten zichzelf op met hem. Later stelt Alliser Thorne zich aan als bevelhebber van de Wacht. In Winterfell rouwt Ramsay over de dood van Myranda. Roose zegt dat Ramsay Sansa moet opsporen om het bevel over het Noorden vast te kunnen houden. Enkele mannen van Ramsay zetten de achtervolging in op Sansa en Theon, die in de bossen zijn gevlucht. Ramsays mannen halen hen in en willen hen gevangennemen, wanneer Brienne en Podrick arriveren en de soldaten doden. Brienne biedt nogmaals haar diensten aan aan Sansa, die dit aanvaardt. In King's Landing ontvangt Cersei Jaime, die Myrcella's lichaam bij heeft. Jaime belooft Cersei wraak. In Dorne worden Doran, Trystane en Areo verraden en gedood door Ellaria en de Zandslangen nadat Doran het nieuws van Myrcella's dood heeft vernomen. In Meereen ontdekken Tyrion en Varys dat alle schepen in de haven in brand staan. Jorah en Daario zijn op zoek naar Daenerys, die door de Dothraki naar Khal Moro wordt gebracht, waar ze haar identiteit onthult. In Braavos leeft de blinde Arya op straat, waar ze wordt opgezocht door het Wicht. Op haar kamer verwijdert Melisandre haar halsketting, waardoor haar ware verschijning onthuld wordt: een oude vrouw die blijkbaar het vertrouwen in haar god is verloren. |    |                        |                  |                             |                        |
| 52 | 2  | Home                   | Jeremy Podeswa   | Dave Hill                   | 1 mei 2016             |
| Bran wordt getraind door de Raaf met de Drie Ogen. Hij bevindt zich in Winterfell en ziet zijn vader Ned met Benjen, Lyanna en Hodor tijdens hun jeugdjaren. Roose en Ramsay vernemen dat Sansa en Theon ontsnapt zijn. Roose krijgt bericht dat hij vader is geworden van een zoon, waarop Ramsay hem neersteekt en Walda en de pasgeboren baby in de kennels laat verscheuren door zijn honden. Sansa verneemt van Brienne dat Arya nog leeft. Theon zegt Sansa dat hij niet meegaat naar Castle Black en terug naar huis wil gaan. In Pyke, op de IJzereilanden, weigert Koning Balon zijn dochter Yara om hun troepen terug te laten trekken van het vasteland. Buiten op de bruggen wordt Balon geconfronteerd met zijn broer Euron, die Balon naar beneden gooit. Op Balons begrafenis zweer Yara wraak aan de moordenaar, maar wordt er door haar andere oom Aeron aan herinnerd dat de nieuwe vorst zal gekozen worden op de koningsmoet. In Braavos wordt Arya opnieuw aangevallen door het Wicht tot Jaqen verschijnt en haar zegt hem te volgen. Tijdens een bijeenkomst met Varys, Missandei en Grey Worm verneemt Tyrion dat Astapor en Yunkai opnieuw vervallen zijn in de slavenhandel. Hierop besluit hij de draken Rhaegal en Viserion te ontdoen van hun ketenen. Jaime heeft een confrontatie met de Hoge Mus. Tommen vraagt aan Cersei om hem te leren sterk te zijn. Eddison keert terug in Castle Black met Tormund en diens mannen. Ze nemen Thorne en de andere muiters gevangen. Davos overtuigt Melisandre om een ritueel uit te voeren dat Jon zou doen herrijzen. Het lijkt mislukt te zijn, maar nadat iedereen de kamer verlaten heeft, ontwaakt Jon. |    |                        |                  |                             |                        |
| 53 | 3  | Oathbreaker            | Daniel Sackheim  | David Benioff & D. B. Weiss | 8 mei 2016             |
| Jon wordt door de aanwezige Wildlingen aanschouwd als een god die is opgestaan uit de dood. Op een boot onderweg naar Oldtown zegt Sam dat hij Gilly en de baby bij zijn familie wil laten in Horn Hill, aangezien er geen vrouwen aanvaard worden in de Citadel. Tijdens een visioen ziet Bran hoe zijn vader samen met Howland Reed ser Arthur Dayne doodt bij de Toren van Vreugde in Dorne. In Vaes Dothrak wordt Daenerys geïntroduceerd in de Dosh Khaleen. Varys ontdekt dat de steden Astapor, Yunkai en Volantis de Zonen van de Harpij financieren. In King's Landing praat Tommen met de Hoge Mus terwijl Cersei en Jaime een vergadering van de Kleine Raad onderbreken. Kevan Lannister, Mace en Olenna Tyrell en Pycelle mijden hen. Qyburn heeft de kinderspionnen van Varys overgenomen. Arya zet haar training met het Wicht verder en ze krijgt haar zicht terug van Jaqen nadat ze zichzelf heeft geaccepteerd als "niemand". Smalljon Umber vraagt Ramsay om hulp om het Noorden te beschermen tegen de Wildingen en schenkt hem de gevangengenomen Rickon Stark en Osha. Jon laat Alliser Thorne, Othell Yarwyck, Bowen Marsh en Olly ophangen voor hun verraad. Hij geeft Eddison het commando over Castle Black en zegt dat zijn wacht geëindigd is. |    |                        |                  |                             |                        |
| 54 | 4  | Book of the Stranger   | Daniel Sackheim  | David Benioff & D. B. Weiss | 15 mei 2016            |
| Sansa, Brienne en Podrick arriveren in Castle Black waar Sansa herenigd wordt met Jon. In Winterfell probeert Osha om Ramsay te doden, maar wordt zelf gedood. Ramsay verstuurt een brief naar Jon, waarin hij dreigt Rickon iets aan te doen als Sansa niet teruggebracht wordt. Jon besluit na aandringen van Sansa om zuidwaarts te marcheren met de Wildlingen en bevriende huizen van Stark op te roepen om Winterfell terug in te nemen. In Meereen ontmoet Tyrion de slavenmeesters van Slaver's Bay en biedt hen vrede aan als ze binnen de zeven jaar ophouden met de slavenhandel, een aanbod waar Missandei en Grey Worm niet akkoord mee zijn. Littlefinger keert terug in de Vallei. Hij wil het leger van het Arendsnest mobiliseren om op te rukken tegen Ramsay. In King's Landing mag Margaery haar broer Loras bezoeken van de Hoge Mus. Ondertussen maken Cersei, Jaime, Kevan en Olenna plannen om de Hoge Mus te stoppen. Theon arriveert in Pyke en zegt tegen Yara dat hij haar zal steunen tijdens de koningsmoet. Daario en Jorah arriveren in Vaes Dothrak, waar Daario ontdekt dat Jorah grauwschub heeft. Daenerys ontmoet de khals en zet de tempel in lichterlaaie. Wanneer ze ongeschonden buiten komt, buigen de duizenden Dothraki voor haar. |    |                        |                  |                             |                        |
| 55 | 5  | The Door               | Jack Bender      | David Benioff & D. B. Weiss | 22 mei 2016            |
| Sansa ontmoet Littlefinger in Mole's Town, vlak bij Castle Black. Hij biedt haar het leger van de Vallei aan om Winterfell te heroveren. Sansa vertrouwt hem niet meer en zegt hem terug te keren naar de Vallei. Littlefinger zegt nog dat haar oudoom Brynden Tully Riverrun heeft heroverd. Jon, Sansa, Melisandre, Davos en Podrick verlaten Castle Black. Brienne kreeg de opdracht van Sansa om haar oudoom op te zoeken in Riverrun. In Braavos traint Arya nog steeds met het Wicht en krijgt een tweede kans om haar trouw te bewijzen door een actrice te doden. Achter de Muur ontdekt Bran in een visioen dat het de Kinderen van het Woud waren die de Witte Lopers hebben gecreëerd om zich te beschermen tegen de Eerste Mensen. Op de IJzereilanden wint Euron de koningsmoet ondanks zijn bekentenis Balon te hebben gedood, waardoor Yara en Theon moeten vluchten. Euron vraagt om voor hem een vloot te bouwen zodat hij naar het Oosten kan varen en Daenerys ten huwelijk vragen om zo samen Westeros te veroveren. Tijdens Eurons kroning stelen Theon en Yara met enkele getrouwen de beste schepen uit de vloot. In Vaes Dothrak onthult Jorah zijn grauwschub aan Daenerys, die hem beveelt een remedie te zoeken zodat hij later kan terugkeren. In Meereen ontmoet de rode priesteres Kinvara Tyrion en Varys en belooft hen Daenerys te dienen. Brans onbegeleid visioen zorgt ervoor dat hij aangeraakt wordt door de Koning van de Witte Lopers, waardoor de grot waarin ze verblijven kwetsbaar wordt. De Koning valt samen met andere Witte Lopers en een grote horde wights de grot aan. Hierbij worden de Raaf met de Drie Ogen, verschillende Kinderen van het Woud, Brans schrikwolf Summer en uiteindelijk ook Hodor, gedood. Dankzij Hodor kan Meera ontsnappen met Bran. |    |                        |                  |                             |                        |
| 56 | 6  | Blood of My Blood      | Jack Bender      | Bryan Cogman                | 29 mei 2016            |
| Bran en Meera worden gered door Brans oom Benjen Stark, een lid van de Nachtwacht die al jaren vermist is. Sam en Gilly bereiken het landgoed van zijn familie in Horn Hill op weg naar de Citadel. Nadat Sams vader Gilly beledigde over het feit dat ze een Wildlinge is, besluit Sam haar mee te nemen naar de Citadel. Hij neemt ook het voorouderlijke zwaard Heartsbane mee, dat is gemaakt van Valyrisch staal. Arya waarschuwt de actrice dat ze is belast met de opdracht om haar te vermoorden. Het Wicht ontdekt dit en krijgt de opdracht van Jaqen om Arya te doden. Jaime probeert Margaery te redden van het Geloof, maar ontdekt dat ze zich heeft bekeerd en dat Tommen een alliantie heeft gesmeed met het Geloof. Tommen ontlast Jaime van zijn plicht in de Koningsgarde en beveelt hem Walder Frey te helpen, die Edmure Tully nog steeds als gijzelaar heeft. Jaime moet Riverrun heroveren op de Blackfish. Daenerys vindt Drogon weer en op zijn rug vraagt ze aan de Dothraki of ze allen haar bloedruiters willen zijn en de Narrow Sea willen overvaren om Westeros te veroveren. |    |                        |                  |                             |                        |
| 57 | 7  | The Broken Man         | Mark Mylod       | Bryan Cogman                | 5 juni 2016            |
| Margaery overtuigt Olenna om terug te keren naar Highgarden nadat de Hoge Mus suggereerde dat hij achter Olenna aan zal gaan nadat ze de wapens opnam tegen het Geloof. Jon, Sansa en Davos rekruteren de Wildlingen en Huis Mormont om Winterfell aan te vallen, maar zijn nog steeds met minder manschappen dan de Boltons. Uit wanhoop schrijft Sansa een brief waarin ze smeekt om hulp. Jaime arriveert met Bronn bij Riverrun en gaat onderhandelen met de Blackfish, wat niet in succes eindigt. Theon en Yara brengen hun laatste nacht voor ze koers zetten naar Meereen door in Volantis. In Braavos regelt Arya vervoer naar Westeros, maar wordt aangevallen door het Wicht. Ze weet zwaargewond te ontsnappen. Sandor Clegane blijkt zijn gevecht met Brienne overleefd te hebben nadat hij gered werd door Ray, een volger van het Geloof en diens volgelingen. Wanneer manschappen van het Broederschap zonder Banieren de groep bedreigen en uiteindelijk ook afslachten, beslist Clegane de wapens op te nemen en wraak te nemen. |    |                        |                  |                             |                        |
| 58 | 8  | No One                 | Mark Mylod       | David Benioff & D. B. Weiss | 12 juni 2016           |
| Tommen verordent dat een gerechtelijk duel voortaan niet meer toegestaan is en vervangen wordt door een berechting door het Geloof, tot groot ongenoegen van Cersei. Brienne arriveert bij Riverrun en mag van Jaime haar brief van Sansa aan de Blackfish overhandigen, als ze de Blackfish tot overgave weet te bewegen, zonder succes. Nadat Jaime dreigt om Edmures zoon te doden, beveelt Edmure de Tully's om de wapens neer te leggen. De Blackfish gaat strijdend ten onder tegen de Lannisters. Brienne en Podrick kunnen ontsnappen. Varys verlaat Meereen met een onbekende missie. Kort na zijn vertrek komt Meereen onder belegering te liggen door de vloot van de andere Slavensteden. Daenerys keert terug. Sandor Clegane doodt de mannen die zijn dorp plunderden en uitmoordden. Hij ontmoet opnieuw Beric Dondarrion en Thoros van Myr, die hem vertellen dat de mannen afvalligen waren van hun groep. Arya vindt een schuilplaats bij Lady Crane die haar wonden heelt. De ochtend daarop arriveert het Wicht die Lady Crane doodt en Arya achtervolgt door de straten van Braavos. Arya leidt het Wicht in de catacomben, waar ze haar weet te doden. Ze brengt het gezicht van het Wicht naar het Huis van Zwart en Wit en verklaart aan Jaqen dat ze Arya Stark van Winterfell is en terug naar huis keert. |    |                        |                  |                             |                        |
| 59 | 9  | Battle of the Bastards | Miguel Sapochnik | David Benioff & D. B. Weiss | 19 juni 2016           |
| Daenerys ontmoet de slavenhandelaren om te onderhandelen over hun overgave, wat ze weigeren. Ze springt dan op de rug van Drogon, en samen met de uitgebroken Rhaegal en Viserion legt ze de vloot van de slavenhandelaren in de as. Grey Worm doodt twee van de meesters, en zegt de derde om iedereen te vertellen wat is gebeurd. Na de strijd komen Yara en Theon op audiëntie bij Daenerys om de voorwaarden van een alliantie te bespreken. Vlak bij Winterfell ontmoeten de legers van Jon en Ramsay elkaar op het slagveld. Ramsay laat Rickon vrij, maar doodt hem met een pijl voor Jon hem kan redden. In de strijd wordt het leger van Jon in het nauw gedreven door dat van Ramsay en lijken het onderspit te moeten delven, tot het leger van de Vallei te hulp schiet. Ramsay vlucht Winterfell in, maar de reus Wun Wun slaagt erin de poort in te beuken voor aan zijn verwondingen te bezwijken door de talloze pijlen die hem hebben getroffen. Jon slaat Ramsay in elkaar maar stopt wanneer hij beseft dat het niet aan hem is om Ramsay te doden. Later zoekt Sansa Ramsay op in zijn cel in de kennels en kijkt toe wanneer Ramsays uitgehongerde honden hem verslinden. |    |                        |                  |                             |                        |
| 60 | 10 | The Winds of Winter    | Miguel Sapochnik | David Benioff & D. B. Weiss | 26 juni 2016           |
| Voor haar proces vernietigt Cersei de Sept van Baelor met het gebruik van wildvuur. Hierbij komen onder andere de Hoge Mus, Margaery, Loras en Mace Tyrell, en Lancel en Kevan Lannister om het leven, samen met honderden edelen en aanhangers van het Geloof. Grootmaester Pycelle wordt door Qyburn in de val gelokt en door diens kindspionnen neergestoken. De geschokte Tommen ziet de Sept in de vlammen opgaan en gooit zich uit het raam. In Dorne ontmoet Varys Olenna Tyrell en Ellaria Sand, op zoek om een alliantie te vormen tussen hun huizen en Daenerys tegen de Lannisters. Davos confronteert Melisandre met de dood van Shireen, waarop Jon haar verbant uit het Noorden. Na hun overwinning op de Boltons zweren de Wildlingen, de Vallei en de overgebleven Noordelijke huizen trouw aan Jon als de nieuwe Koning van het Noorden. Sansa ontdekt de plannen van Littlefinger met haar als de nieuwe dame van Winterfell. Na een banket te hebben gehouden met Jaime, wordt Walder Frey gedood door een vermomde Arya die zo wraak neemt voor de Red Wedding. Sam en Gilly bereiken de Citadel in Oldtown. Bran heeft een visioen uit de Toren van Vreugde. Ned vindt zijn stervende zuster Lyanna, waarop hij haar pasgeboren zoon aanvaardt als zijn bastaard. Jaime keert terug in King's Landing en ziet de afgebrande Sept. In de troonzaal wordt Cersei tot Koningin van Westeros gekroond door Qyburn. Daenerys zet koers naar Westeros, met haar draken en de geallieerde vloot van Greyjoys, Tyrells en Martells. |    |                        |                  |                             |                        |

## Seizoen 7 (2017)
Seizoen 7 bestond slechts uit zeven afleveringen. Het zevende seizoen ging op 16 juli 2017 in première.
| Nr. | # | Titel                   | Regisseur      | Schrijver(s)                | Originele uitzenddatum |
| --- | - | ----------------------- | -------------- | --------------------------- | ---------------------- |
| 61 | 1 | Dragonstone             | Jeremy Podeswa | David Benioff & D. B. Weiss | 16 juli 2017           |
| In de Tweeling vermomt Arya zich als Walder Frey en vergiftigt de resterende heren van Huis Frey. De Witte Lopers marcheren met duizenden richting de Muur. Bran en Meera bereiken de Muur en worden binnengelaten door Eddison wanneer Bran hem weet te overtuigen van hun identiteit. In Winterfell verzekert Jon zich van de getrouwheid van Huizen Umber en Karstark ondanks de afkeuring van Sansa. Later complimenteert Sansa Jons natuurlijke leiderschap en vertrouwt ze hem toe dat ze veel van Cersei heeft geleerd. Ondertussen blijft Littlefinger op haar inpraten. Sam is aan zijn training tot maester in Oldtown begonnen en vindt niemand die zijn verhalen over de White Walkers gelooft. Hij steelt de sleutels voor een afgesloten stuk van de bibliotheek en leest in een van de boeken over een grote voorraad drakenglas onder Dragonstone, waarop hij een raaf verstuurt naar Jon. Jorah zit in quarantaine in een cel in de Citadel en vraagt Sam of Daenerys al is gearriveerd in Westeros. Sandor, Thoros, Beric en hun groep trekken naar het Noorden. Thoros toont Sandor een visioen in de vlammen, waarop Sandor lijkt te geloven in de Heer van het Licht. Cersei en Jaime beseffen dat ze omringd zijn door vijanden, waardoor Cersei een bondgenootschap met Euron Greyjoy in overweging neemt. Euron biedt haar een huwelijk aan in ruil voor zijn IJzeren Vloot, wat Cersei weigert. Euron belooft terug te keren met een geschenk om zo haar hand te winnen. Daenerys en haar gevolg komen aan op Dragonstone en beginnen hun verovering van Westeros te plannen. |   |                         |                |                             |                        |
| 62 | 2 | Stormborn               | Mark Mylod     | Bryan Cogman                | 23 juli 2017           |
| Daenerys stuurt de Dorners naar Sunspear met de vloot van Yara en de Onbezoedelden naar Casterly Rock. Ze besluit King's Landing niet aan te vallen en een beleg te installeren. Ze eist de trouw van Varys en om haar toekomstige fouten te bekritiseren in plaats van haar te verraden, zoals hij bij vorige monarchen deed. Melisandre arriveert op Dragonstone en vertelt over de profetie van Daenerys en Jon. Grey Worm en Missandei uiten hun liefde voor elkaar. Cersei laat verschillende heren ontbieden en vraagt hun steun. Ze belooft Randyll Tarly de titel Landvoogd van het Zuiden als hij zich achter haar schaart. Qyburn toont Cersei een speciaal ontworpen kruisboog om draken te kunnen doden. Arya ontmoet Hot Pie die haar vertelt dat Jon nu Koning van het Noorden is, waarop ze besluit terug te keren naar Winterfell. Ze wordt kort herenigd met haar schrikwolf Nymeria. Na het ontvangen van Sams brief besluit Jon om samen met Davos te vertrekken naar Dragonstone in de hoop om de steun van Daenerys te verkrijgen voor de oorlog tegen de Witte Lopers. Hij laat het bevel aan Sansa en waarschuwt Petyr om niet te dicht bij haar te komen. Sam begint in het geheim aan een behandeling voor de grauwschub van Jorah. De vloot van Euron valt die van Yara aan. Obara en Nymeria worden gedood. Yara, Ellaria en Tyene worden gevangen genomen. Theon ontvlucht het bloedbad door in zee te springen. |   |                         |                |                             |                        |
| 63 | 3 | The Queen’s Justice     | Mark Mylod     | David Benioff & D. B. Weiss | 30 juli 2017           |
| Jon en Davos arriveren in Dragonstone, waar ze kennis maken met Daenerys die eist dat Jon de knie buigt. Ze vragen om hulp tegen het Dodenleger. Na advies van Tyrion schenkt Daenerys Jon toegang tot het drakenglas op het eiland. Sansa leidt de voorbereidingen voor de winter in goede banen in Winterfell, wanneer Bran arriveert die zijn krachten probeert uit te leggen aan haar. In King's Landing arriveert Euron met Ellaria en Tyene als geschenk voor Cersei, die belooft met hem te huwen na de oorlog. Ze maakt hem samen met Jaime tot bevelhebbers van het leger. Cersei neemt wraak op Ellaria door Tyene op dezelfde manier als Myrcella te vergiftigen. In Oldtown heeft Sam de grauwschub van Jorah weten te genezen, die uit quarantaine mag. Grey Worm en de Onbezoedelden nemen Casterly Rock in, maar het merendeel van het Lannister-leger heeft de plaats reeds verlaten. De vloot van Euron vernietigt de schepen van de Onbezoedelden. Jaime trekt met zijn leger op naar Highgarden, waar de troepen van Olenna Tyrell met gemak verslagen worden door de Lannisters. Jaime geeft vergif aan Olenna, wat voor haar een snelle en pijnloze dood betekent. Nadat ze het gif inneemt, bekent Olenna dat zij achter de dood van Joffrey zat en dat ze wil dat Cersei dit weet. |   |                         |                |                             |                        |
| 64 | 4 | The Spoils of War       | Matt Shakman   | David Benioff & D. B. Weiss | 6 augustus 2017        |
| Arya keert terug in Winterfell, waar ze wordt herenigd met Sansa en Bran. Meera zegt tegen een emotieloze Bran dat ze terugkeert naar haar familie, die verklaart dat hij niet meer dezelfde Bran is sinds ze uit de grot vertrokken. Petyr schenkt de dolk van Valeryaans staal die Bran moest doden aan hem. Bran geeft hem aan Arya. Cersei belooft aan de IJzeren Bank dat de schulden van de Kroon zullen worden afgelost met de buit die zal arriveren uit Highgarden. Jon brengt Daenerys naar de drakenglasmijn waar hij haar oude grotschilderingen toont die weergeven dat de Eerste Mensen en de Kinderen van het Woud hun krachten bundelden tegen de Witte Lopers. Later verneemt Daenerys dat het innemen van Casterly Rock een afleidingsmanoeuvre was van de Lannisters, die op hun beurt Highgarden innamen. Ondanks het protest van Tyrion besluit ze actie te ondernemen. Onder leiding van Daenerys op de rug van Drogon en de Dothraki-cavalerie worden Jaime en Bronn verrast tijdens het transport van de buit. De Dothraki en het vuur van Drogon decimeren het Lannister-leger. Drogon wordt verwond door de schorpioen die Qyburn ontwierp, afgevuurd door Bronn. Jaime probeert Daenerys aan te vallen, waarop Drogon zijn vuuradem afvuurt op Jaime. Die wordt gered door Bronn, waarop beiden in het water vallen en naar de bodem zinken door het gewicht van hun harnas. |   |                         |                |                             |                        |
| 65 | 5 | Eastwatch               | Matt Shakman   | Dave Hill                   | 13 augustus 2017       |
| Jaime en Bronn kunnen terugkeren naar King's Landing. Tegen het advies van Tyrion in verbrandt Daenerys Randyll en Dickon Tarly levend voor hun blijvende steun aan Cersei, waardoor de andere gevangenen gedwongen worden de knie te buigen. Jorah arriveert in Dragonstone en wordt herenigd met Daenerys. Maester Wolkan waarschuwt Jon en de Citadel over het Dodenleger dat oprukt naar Eastwatch-by-the-Sea. Jon besluit zich opnieuw achter de Muur te begeven om zo een wight te kunnen vangen en deze aan Cersei te tonen om zo een tijdelijke alliantie te kunnen vormen. Davos smokkelt Tyrion in King's Landing voor een ontmoeting met Jaime. Hij biedt Jaime een wapenstilstand aan die Cersei aanvaardt. Ze zegt tegen Jaime dat ze zwanger is. Davos zoekt Gendry op en neemt hem mee naar Dragonstone. Doordat de Citadel de brief van Wolkan negeert, steelt Sam meerdere boeken en vertrekt met Gilly en kleine Sam. In Winterfell merkt Petyr op dat Arya hem bespioneert en leidt haar naar zijn kamer om een brief van Sansa aan hem mee te nemen. Jon, Jorah en Gendry worden vergezeld door Sandor, Beric en Thoros en een groep Vrij Volk geleid door Tormund voorbij de Muur, op zoek naar een Witte Loper. |   |                         |                |                             |                        |
| 66 | 6 | Beyond the Wall         | Alan Taylor    | David Benioff & D. B. Weiss | 20 augustus 2017       |
| In Winterfell probeert Petyr Sansa te isoleren terwijl de spanningen tussen Sansa en Arya toenemen nadat Arya Sansa's brief aan Robb vond waarin ze smeekte om de vrede te bewaren met Joffrey. Sansa ontdekt de zak met gezichten die Arya meenam uit Braavos. Sansa wordt ontboden in King's Landing maar stuurt Brienne in haar plaats. Tyrion geeft Daenerys advies over haar nakende onderhandelingen met Cersei. Achter de Muur is de groep op zoek naar een wight om deze mee naar het zuiden te voeren. Nadat ze er één gevangen weten te nemen, komen ze onder belegering te liggen van het Dodenleger. Jon heeft Gendry terug naar Eastwatch gestuurd om een raaf ter versturen naar Daenerys. De gewonde Thoros overleeft de ijskoude nacht niet. Voordat de groep wordt verslagen door de wights, komt Daenerys aan en begint met haar drie draken de wights te verbranden. De Nachtkoning gooit een speer van ijs naar Viserion en weet hem te doden. Daenerys vliegt weg met Drogon en Rhaegal, met de groep mee op de draken hun rug. Jon zei hen te vertrekken en probeert te vluchten. Benjen arriveert en offert zich op zodat Jon kan vluchten. Jon komt terug aan in Eastwatch waar Daenerys wil vertrekken per schip. Jon belooft het Noorden aan Daenerys en erkent haar als zijn koningin. Zij belooft hem te helpen het Dodenleger te verslaan. De Nachtkoning laat Viserion herrijzen, waardoor de draak deel uitmaakt van zijn leger. |   |                         |                |                             |                        |
| 67 | 7 | The Dragon and the Wolf | Jeremy Podeswa | David Benioff & D. B. Weiss | 27 augustus 2017       |
| In King's Landing wordt de wight getoond aan de Lannisters. Cersei eist Jons neutraliteit in de Grote Oorlog, maar hij bevestigt zijn eed aan Daenerys, waardoor Cersei vertrekt. Tyrion ontmoet Cersei, en weet haar blijkbaar te overtuigen tot een alliantie. Later zegt Cersei tegen Jaime dat ze loog en van plan is om de Gouden Compagnie van Braavos te gebruiken om haar greep op Westeros te handhaven. Vol walging laat Jaime haar achter en rijdt noordwaarts. Onderweg naar White Harbor bedrijven Jon en Daenerys de liefde. Op Dragonstone verdient Theon het respect van zijn manschappen en hij brengt hen ertoe Yara te redden. In Winterfell zaait Petyr tweedracht met Arya's dreigende houding tegenover Sansa, die een hoorzitting organiseert. Na het vermelden van Petyrs daden van verraad tegenover Huis Stark en het Noorden, laat Sansa hem executeren door Arya. Sam arriveert in Winterfell en ontmoet Bran, waarop ze de afkomst van Jon bespreken. Ze realiseren zich dat Jon van geboorte een Targaryen is met de naam Aegon, en dus de geldige erfgenaam van de IJzeren Troon, doordat zijn ouders - Rhaegar Targaryen en Lyanna Stark - in het geheim waren gehuwd. Bij Eastwatch beschadigt de ondode Viserion de Muur, waardoor het Dodenleger naar het zuiden kan trekken. |   |                         |                |                             |                        |

## Seizoen 8 (2019)
Het achtste seizoen bestaat uit zes afleveringen. Het ging in première op 14 april 2019.
| Nr. | # | Titel                          | Regisseur                   | Schrijver(s)                | Originele uitzenddatum |
| --- | - | ------------------------------ | --------------------------- | --------------------------- | ---------------------- |
| 68 | 1 | Winterfell                     | David Nutter                | Dave Hill                   | 14 april 2019          |
| Jon, Daenerys en haar leger arriveren in Winterfell en vernemen dat de Muur doorbroken is. Als reactie daarop verzamelen de Noordelijke heren en hun bondgenoten zich rond Winterfell, terwijl ze tegelijkertijd achterdochtig blijven tegenover Daenerys en de beloofde Lannister-versterkingen. Vooral Sansa is achterdochtig. In King's Landing keert Euron terug van Essos met de Gouden Compagnie en overtuigt Cersei om met hem het bed te delen terwijl Qyburn, op bevel van Cersei, Bronn inhuurt om Tyrion en Jaime te vermoorden. Theon redt Yara, die erop uit gaat om de Iron Islands te heroveren om een veilige plek voor Daenerys te garanderen, terwijl Theon terugkeert naar het Noorden om het Dodenleger te bestrijden. Jon wordt herenigd met Bran, Arya en Sam, en leert vliegen op Rhaegal. Sam verneemt van Daenerys dat zijn vader en broer door haar zijn geëxecuteerd. Op aandringen van Bran vertelt Sam aan Jon zijn ware identiteit als Aegon Targaryen. Tormund en Beric hebben de val van de Muur overleefd en ontmoeten Eddison en enkele leden van de Night's Watch in Last Hearth, het kasteel van Huis Umber, dat volledig is uitgemoord door het Dodenleger en vinden een boodschap van de Night King. De volgende ochtend arriveert Jaime in Winterfell en wordt geconfronteerd met Bran. |   |                                |                             |                             |                        |
| 69 | 2 | A Knight of the Seven Kingdoms | David Nutter                | Bryan Cogman                | 21 april 2019          |
| Jaime vertelt over het verraad van Cersei aan de Targaryen-Stark-alliantie. Hij wordt aanvaard in hun leger, ondanks het wantrouwen van Daenerys en Sansa, nadat Brienne verklaart voor hem in te staan. Later verontschuldigt Jaime zich bij Bran, die beweert niet boos te zijn en dat ze niet langer de personen zijn die ze ooit waren. Tyrion verliest het vertrouwen van Daenerys door zijn foute beslissingen, maar Jorah verdedigt hem bij haar. Daenerys probeert het vertrouwen van Sansa te winnen door hun wederzijdse liefde voor Jon, maar slaagt er niet in wanneer ze geen sluitend antwoord wil geven over het lot van het Noorden na de oorlog. Theon, Eddison, Tormund en Beric komen aan in Winterfell, waarbij de laatste drie verslag uitbrengen over de val van Huis Umber. Tijdens het krijgsberaad stemt iedereen met tegenzin in met het plan van Bran, die de Nachtkoning naar hem toe wil lokken in het Godenwoud. Gendry smeedt een speciaal wapen voor Arya, die hem vervolgens verleidt. Tyrion, Jaime, Davos, Brienne, Podrick en Tormund verzamelen zich bij het haardvuur en drinken wijn. Jaime riddert Brienne. Jorah slaagt er niet in om Lyanna Mormont ervan te weerhouden zich te mengen in de strijd. Hij krijgt het familiezwaard Heartsbane van Sam. Terwijl het Dodenleger verzamelt voor de poorten van Winterfell, vindt Daenerys Jon bij het graf van Lyanna Stark en vertelt hij haar over zijn afstamming en recht op de IJzeren Troon. |   |                                |                             |                             |                        |
| 70 | 3 | The Long Night                 | Miguel Sapochnik            | David Benioff & D. B. Weiss | 28 april 2019          |
| Het Levende Leger staat tegenover het Dodenleger op het slagveld, maar wordt al snel overweldigd door het enorme aantal Doden. Eddison wordt gedood nadat hij Sam heeft gered. De levenden trekken zich terug in het kasteel terwijl de teruggekeerde Melisandre haar magie gebruikt om de beschermende greppel rond Winterfell te doen ontbranden om de oprukkende horde te vertragen. Jon en Daenerys, rijdend op Rhaegal en Drogon, gaan de confrontatie met de Nachtkoning aan, die op Viserion rijdt. De Doden doorbreken de vuurgreppel en vallen het kasteel aan. De verdedigers worden al snel overweldigd en geraken verspreid, waarbij Lyanna Mormont omkomt. Arya wordt in het kasteel in het nauw gedreven, maar krijgt hulp van Sandor en Beric, waarbij Beric zich opoffert. Jon weet de Nachtkoning van Viserion af te slaan. Op de grond laat Daenerys hem verbranden door Drogon. De Nachtkoning is echter immuun voor drakenvuur en laat de gesneuvelden herrijzen als wights. Ook de doden in de crypte herrijzen en beginnen de schuilende burgers aan te vallen. Daenerys wordt van Drogon afgetrokken door de Doden, waarop Jorah haar komt verdedigen en dodelijk wordt verwond. De Nachtkoning arriveert in het Godenwoud en doodt Theon, die Bran beschermde. Arya springt van achter naar de Nachtkoning, die zich omdraait en haar bij de keel grijpt. Ze kan hem echter neersteken met haar dolk van Valryrisch staal, waardoor de Nachtkoning, de Witte Lopers en het volledige Dodenleger worden verslagen. Melisandre, die haar doel heeft bereikt, wandelt uit het kasteel en neemt daarbij haar beschermende halsketting af, waardoor ze sterft van ouderdom. |   |                                |                             |                             |                        |
| 71 | 4 | The Last of the Starks         | David Nutter                | David Benioff & D. B. Weiss | 5 mei 2019             |
| Het Noorden rouwt om de gevallen strijders, die verbrand worden op brandstapels. Op het sombere overwinningsbanket legitimeert Daenerys Gendry als een Baratheon en roept hem uit tot de nieuwe heer van Storm's End. Arya weigert Gendry's huwelijksaanzoek terwijl Jaime en Brienne toegeven aan hun gevoelens voor elkaar. Daenerys vraagt Jon om zijn ware identiteit verborgen te houden om politieke verdeling te voorkomen, maar hij vertelt het toch aan Sansa en Arya. Tormund keert met de Wildlingen en Ghost terug naar Castle Black, om van daar terug te keren naar het hoge Noorden. Bronn komt aan in het Noorden, maar beslist om Jaime en Tyrion te sparen in ruil voor heerschap over Highgarden, aangezien hij twijfelt aan Cerseis' overwinning. Tijdens een krijgsraad beslist Daenerys om met het resterende leger King's Landing aan te vallen ondanks Sansa's advies om het leger te laten recupereren. Sansa wil Jon als koning en deelt het nieuws over zijn herkomst met Tyrion, die het doorvertelt aan Varys. Daenerys en haar vloot zetten koers naar Dragonstone terwijl Jon het leger te voet naar het Zuiden leidt. Ook Arya en Sandor Clegane trekken zuidwaarts. Euron Greyjoy wacht Daenerys en haar vloot op aan Dragonstone en slaagt erin Rhaegal te doden met vernieuwde speerwerpers. Missandei wordt als krijgsgevangene ontvoerd, waardoor Daenerys twijfelt om King's Landing te veroveren tegen eender welke prijs. Varys begint te twijfelen aan Daenerys' mentale gezondheid en lijkt Jon te verkiezen, maar Tyrion blijft trouw. Wanneer het nieuws over Cerseis recente acties Winterfell bereikt, besluit Jaime ook zuidwaarts te reizen ondanks Briennes smeekbedes. Daenerys en Tyrion proberen Cersei te overtuigen zich over te geven nu het nog kan om haar kind te redden, maar Cersei weigert en laat Missandei executeren.                                                                            |   |                                |                             |                             |                        |
| 72 | 5 | The Bells                      | Miguel Sapochnik            | David Benioff & D. B. Weiss | 12 mei 2019            |
| Varys wil Jon op de IJzeren Troon, maar Jon weigert Daenerys te verraden. Nadat Tyrion haar op de hoogte heeft gebracht van Varys' plannen, veroordeelt ze Varys ter dood. Daenerys is van plan om King's Landing in de as te leggen, maar Tyrion smeedt een plan met de gevangen genomen Jaime om de stad over te geven als Jaime Cersei kan overtuigen om afstand te doen van de troon en in het geheim te ontsnappen naar Essos. Jaime, Arya en Sandor infiltreren in King's Landing. Daenerys vernietigt met Drogon de schorpioenen op de stadsmuren, de IJzeren Vloot en de Gouden Compagnie, waardoor het leger de stad in kan. De Lannister-troepen worden overweldigd en geven zich over. Ze laten de klokken luiden als teken van overgave. Een woedende Daenerys blijft de stad echter aanvallen met Drogon, waarbij zowel soldaten als burgers levend worden verbrand. Haar leger volgt haar voorbeeld en slacht iedereen op hun pad af, tot ontzetting van Jon en Tyrion. Bij het bereiken van de Rode Burcht, weet Jaime Euron te doden, maar geraakt zelf dodelijk gewond. Sandor overtuigt Arya om van haar plan om Cersei te doden af te zien en neemt het zelf op tegen zijn broer. Gregor doodt Qyburn omdat die hem beveelt aan de zijde van Cersei te blijven. De Hond en de Berg vechten een fel duel uit, tot Sandor zich samen met Gregor de diepte in stort, waarbij ze omkomen in de vlammen. Cersei en Jaime worden herenigd en vluchten naar de catacomben, maar hun vluchtweg is ingestort. Ook de rest van de gewelven stort in, waarbij ze samen omkomen. Jon laat zijn troepen en de burgers zich terugtrekken uit de stad. Arya weet ternauwernood levend de stad te ontvluchten. |   |                                |                             |                             |                        |
| 73 | 6 | The Iron Throne                | David Benioff & D. B. Weiss | David Benioff & D. B. Weiss | 19 mei 2019            |
| Nadat King's Landing bijna volledig is verwoest, executeert Grey Worm alle gevangen genomen soldaten op bevel van Daenerys. Tyrion vindt de lichamen van Jaime en Cersei in de ruïnes van de Red Keep. Daenerys verzamelt de Onbezoedelden en de Dothraki, waarop ze verklaart dat ze niet alleen Westeros, maar de hele wereld zal bevrijden. Haar tirannie verwerpend, treedt Tyrion af als Hand van Daenerys en wordt wegens verraad gevangen genomen in afwachting van zijn executie. Omdat hij vreest dat Daenerys zowel Jon als Sansa zal doden, vertellen Arya en Tyrion aan Jon dat het lot van Westeros in zijn handen ligt. Jon confronteert Daenerys in de troonzaal, en doodt haar met een dolk tijdens een omhelzing. Uit woede laat Drogon de IJzeren Troon smelten en vliegt weg met het lichaam van Daenerys. Enkele weken later vindt er een bijeenkomst plaats met alle heren en dames van Westeros. Tyrion wordt voorgeleid en stelt voor dat de toekomstige monarchen worden gekozen door de aristocraten van Westeros, in plaats van een familiale opvolging. Afgezien van Sansa, die een onafhankelijk Noorden wil, gaan de aristocraten akkoord met het voorstel van Tyrion. Ze kondigen aan dat Bran Stark als Bran de Gebrokene de Zes Koninkrijken zal leiden. Bran benoemt Tyrion als zijn Hand en laat de gevangengenomen Jon veroordelen tot de Nachtwacht om de volgelingen van Daenerys tevreden te stellen. Grey Worm en de Onbezoedelden zetten koers naar Naath. Tyrion reorganiseert de Kleine Raad om King's Landing te herbouwen. Davos is benoemd tot Vlootmeester en Bronn tot Muntmeester. Brienne en Podrick zijn nu lid van de Koningsgarde. Sam is de nieuwe Grootmaester. Sansa wordt tot Koningin van het Noorden gekroond. Arya is van plan om de zeeën ten westen van Westeros te ontdekken. In Castle Black wordt Jon herenigd met Tormund en Ghost, waarop hij de Wildlingen begeleidt ten noorden van de Muur. |   |                                |                             |                             |                        |

## Specials
| Nr.                                           | Titel             | Originele uitzenddatum |
| --------------------------------------------- | ----------------- | ---------------------- |
| 1                                             | A Day in the Life | 8 februari 2015        |
| Documentaire over het maken van seizoen vijf. |                   |                        |
| 2                                             | The Last Watch    | 26 mei 2019            |
| Documentaire over het maken van seizoen acht. |                   |                        |